# 스다 마사키
스다 마사키(菅田 将暉, 1993년 2월 21일 ~ )는 일본의 배우, 가수이다. 본명은 스고 타이쇼(菅生大将)로, 오사카부 미노오시 출신. 탑코트 소속. 신장은 176cm, 혈액형은 A형이다. 배우자는 코마츠 나나.

## 연기

### 약력
2007년, 아뮤즈에서 실시한 〈아뮤즈 30주년 기념 오디션〉에 참가하여 응모자 65,368명 중에서 최종 후보 31명에 남았지만 낙선하였다.
2008년, 제21회 〈쥬논·슈퍼 보이 콘테스트〉에서 최종 후보 12명의 선출. 상은 수상하지 않았지만, 이번 대회를 계기로 탑코트에 소속이 결정되었다.
2009년 9월부터 가면 라이더 시리즈 제11탄 《가면라이더 W》(TV 아사히)에서 필립 역으로 연속 드라마 첫 출연·첫 주연. 키리야마 렌과 공동 주연을 맡았다. 방송 시작 전인 8월에 공개된 《극장판 가면라이더 디케이드 올 라이더 대 대쇼커》에 특별 출연·목소리 출연만으로 영화에 첫 출연하였으며, 12월에 공개된 《가면라이더×가면라이더 W&디케이드 MOVIE 대전 2010》에서 영화 첫 주연을 맡게 되었다. 필립 역에 정해진 경위는 데뷔 전에 사무소 직원들과 인사차 도에이에 들렀었는데, 다음 날 가면라이더 W의 최종 오디션에 초대되어 참석한 결과 만장일치로 선정됐다. 캐스팅된 이유에 대해 “(뇌에 방대한 지식을 가지면서) 아무것도 모르는 소년 필립의 이미지에 〈새하얗고〉 순수한 스다가 일치했기 때문이다”라고 츠카다 히데아키 프로듀서는 말하고 있다.
2013년 주연한 영화 《도모구이》로 제37회 일본 아카데미상 신인 배우상을 수상. NTV계열 토요 드라마 《울지마, 하라짱》과 《35세의 고교생》에 조연으로 출연하면서 주목을 모았다.
2014년 영화 《그곳에서만 빛난다》으로 다카사키 영화제 최우수 남우조연상, 그 외 출연작과 함께 TAMA 영화제 최우수 신인 남우주연상, 오사카 시네마 페스티벌 남우조연상 등을 수상했다. 또한 《잘 먹었습니다》로 NHK 연속 TV 소설에 첫 출연.
2015년, NHK 토요 드라마 《짬뽕 먹고 싶다》로 주연. TV 아사히 계열 금요 나이트 드라마 《민왕》에서 엔도 켄이치와 공동 주연. 제1회 컨피던스 어워드 드라마상 남우주연상과, 제40회 엘란도르상 신인상을 수상했다.
2016년 《디스트럭션 베이비즈》로 요코하마 영화제 남우조연상, 《세토우츠미》와 《물에 빠진 나이프》로 일본 영화 전문 대상 최우수 남우주연상을 수상했다. 또한 오리콘에서 실시한 2016년 대브레이크 배우 랭킹에서 1위를 획득했다.
2017년, 《여자 성주 나오토라》로 NHK 대하드라마에 첫 출연. 3월에는 싱글 〈본적도 없는 풍경 (見たこともない景色)〉으로 음악 활동을 시작했다. 같은 해 4월 3일부터 《올 나이트 닛폰》(닛폰 방송)에서 레귤러 퍼스널리티를 담당하게 된다. 《아, 황야》로 제41회 일본 아카데미상 최우수 남우주연상, 예술선장 문부과학대신 신인상을 수상했다. 또한 《기적: 그 날의 소비토》, 《테이이치의 나라》, 《불꽃》과 함께 수 많은 영화상에서 남우주연상을 수상했다.
2018년 1분기 야마자키 켄토 주연의 NTV 계열 일요 드라마 《토도메의 키스》에 우정 출연하고, 주제가 〈사요나라 엘레지 (さよならエレジー)〉가 삽입 되었다. 4분기 TV 아사히 계열 금요 나이트 드라마 《dele》에 야마다 타카유키와 공동 주연. 12월에는 NHK BS 프리미엄에서 ANN 방송 작가 후쿠다 타쿠야와 손 잡고 기획에서 다룬 《스다 마사키 TV》를 방송. 그러나 아는 지인들로부터 반응이 전혀 없었기 때문에 “아무도 보지 못했다”고 생각하여 자꾸 자학하고 있다.
2019년, 배우 데뷔 10주년을 맞이했다. NTV 계열 일요 드라마 《3학년 A반 -지금부터 여러분은, 인질입니다-》로 GP 대 연속 드라마 첫 주연. 스스로 교사 역을 희망한 이 작품으로 전년의 《dele》과 함께 갤럭시상 TV부문 개인상과, 도쿄 드라마 어워드 남우주연상 등 많은 드라마 남우주연상을 수상했다. 7월에는 주연 영화 《아르키메데스의 대전》이 공개되었으며, 11월부터 무대 《칼리굴라》에 출연. 제27회 요미우리 연극 대상 우수 남우주연상과 신인상에 해당하는 스기무라 하루코상을 수상했다.
2019년 배우 데뷔 10주년을 맞이한다.  일본 TV계 일요일 드라마 「3년 A조-지금부터 여러분은, 인질입니다-」로 GP대 연속 드라마 첫 주연.  스스로 교사 역을 희망한 이 작품과 전년의 'dele'를 맞춰 갤럭시상 TV 부문 개인상, 도쿄 드라마 어워드 주연 남우상 등 많은 TV 드라마의 주연 남우상을 수상했다.  7월에 주연 영화 '아르키메데스의 대전' 공개, 11월부터 무대 '카리규라'에 주연해, 제27회 요미우리 연극 대상·우수 남우상과 신인상에 해당하는 스기무라 하루코상을 수상[10].
2020년 TBS 계열 금요 드라마 《MIU404》 3화에 사전 예고 없이 서프라이즈 출연했다. 코로나19 범유행의 여파로 주연 영화 《실: 인연의 시작》의 공개가 연기되거나 당초 예정했던 해외 촬영이나 해외에서의 장기 휴가가 취소가 되어, 스케줄이 비어 있었던 것을 들었던 아라이 준코 프로듀서로부터의 갑작스러운 오퍼에 대응한 형태가 되었다. 영화 《실: 인연의 시작》은 8월에 무사히 공개됐다.

### 배우로서의 특징
- 데뷔 직후 아이돌적인 일이 많아 본인도 그 방향성에 고민하고 있었지만[13] 영화 《도모구이》의 오디션 이후 문예 작품 및 단관계 작품에 많이 출연하고 있다. 한편 만화의 실사화 등 많은 아이돌 성과 연기파의 양면성을 겸비하고 있다고 불러지고 있다.

- 폭 넓은 역할을 해내는 것으로 알려져, 《그곳에서만 빛난다》에서 빈곤 가정의 깡패 역에서 《민왕》의 뒤바뀐 총리 역과 이른바 계층 구조의 밑바닥에서 고위층에 있는 사람까지 연기하고 있다.[14]

- 연기는 매우 감각적으로 불리고, 야마토 유키 감독은 “‘현장에 들어가면 이 사람은 정말 천재인 것 같다’라고 생각하는 것이 너무 많았다”고 평가하고 있다.[15]

- 카네시게 아츠시 감독은 스다의 인상을 “캐릭터 형태를 감성으로 느끼고, 날아가 역할에 빠져 들어간다. 들어가 있기 때문에 애드립도 끝없이 나오는 사람”이라고 말하고 있다.[16]

- 《불꽃》을 감독한 이타오 이츠지는 “한정된 시간 속에서 대사와 감정의 간격을 표현하는 방법이 천재적. 타고난 것.” “애드립도 넣어오고, 이쪽의 조언에도 대응하고. 마음을 비우고 하고 있는 가운데 평정심도 있다”고 스다의 연기 기술을 말한다.[17]

- 《세토우츠미》를 감독한 타츠시 오모리는 “배짱으로 하고 있기 때문에 같은 연기가 다시 있을 수 없다”고 스다의 단점을 들면서도 머리가 좋고 이론적으로 말할 수 있지만, “연극이 되면 그것을 전부 부수고, 예측을 넘어 온다” “괄호하자라는 의식이 전혀없이 자신이 어떻게 찍혀 있는지 보이는지를 신경 쓰지 않고 연기를 표현해 온다”고 평가하고 있다.[18]

- 《아, 황야》를 감독한 키시 요시유키는 당초 감각적인 스다와 치밀한 연기 설계를 하는 양익준이 어울리지 않는 것이 아닐까 우려했지만 결과적으로 첫날부터 의기 투합해 “매우 궁합이 좋았다”라며 “두 사람 모두의 연기가 완벽했기 때문”이라고 말했다.

- 역할 연구를 위해 자주 헤어스타일과 머리 색깔, 체형을 변화시키고 있다. 《아, 황야》에서 복서 역으로 체중에도 20kg도 차이가 있던 양익준과 계급을 맞추기 위해 최대 15kg 증량하여 육체 개조를 실시.[19] 또한 2015년의 《해파리 공주》에서 여장을 했을 때는 10kg 이상의 체중 감소와 골반 교정을 실시해 평소 하이힐을 신고 생활하고 여성스러운 몸매를 만들었다.[20]

- 남성끼리 콤비를 짜거나 친구가 되는 역할이나 작품인 데뷔작 《가면 라이더 W》를 비롯한 《테이이치의 나라》, 《dele》 등이 많다. 이에 대해 《세토우츠미》에서 공연한 이케마츠 소스케는 “여러 가지 일에 반응해주고 부드럽다”, 《불꽃》에서 만담 콤비를 이룬 카와타니 슈지는 “(아무것을 협의하지 않아도) 여기에 맞춰 준다”며 콤비를 짰던 스다의 대응력의 높이를 말하고 있다.[21]

- 순정 만화 원작과 멜로 영화에 출연은 적은 편인데, 처음 순정 만화 원작의 주연이 된 《물에 빠진 나이프》에서는 주인공의 목을 조이면서 얼굴에 침을 뱉는 제 정신이 아닌 역할로 인해 “기대했던 가슴이 두근 거린진 않았다”고 농담을 말하고 있다.[22] 따라서 작가 사카모토 유지에 “러브 스토리를 하고 싶다”라고 스스로 희망을 내고 영화 《꽃다발 같은 사랑을 했다》 기획이 실현 되었다.[23]

- 인생의 전환기에는 《도모구이》를 감독한 아오야마 신지와의 만남을 떠올리며 그래서 의상부와 조명부와 대등한 영화의 한 부분으로 〈배우부〉라는 생각을 배웠다. 또한 영향을 받은 배우로는 「도모구이」에서 부모 역이였던 다나카 유코와 미츠이시 켄의 이름을 꼽고 있다.[24]

- 자신의 배우로서의 강점은 “신장 176cm, A형, 장남, 오른손잡이, 얼굴은 진하게도 약하지도 않으며 눈썹을 감추지 않으므로 인상을 바꿀 수 있다”라고 데이터적으로 모두에 대해 〈보통〉이므로, 어떤  도움도 제기하기 쉬운지도 모른다고 분석하고 있다.[25]

## 음악

### 2013년 - 2017년: 초기 경력
2013년 2월 23일, 도내에서 개최된 20번째 생일 이벤트 《DAASUU LAND 2013》에서 후지 패브릭의 〈붉은 빛의 석양 (茜色の夕日)〉를 피아노 연주로 선보였다. 스다가 앞에서 피아노를 연주하는 것은 초등학생 이후로 이 날을 위해 1개월간 맹훈련했다.
2015년에 주연한 드라마 《짬뽕 먹고 싶다》에서 사다 마사시를 모델로 한 역을 연기한 후 기타를 연습하게 된다.
2016년 1월 9일 방송된 버라이어티 프로그램 《산마노만마》에서 요시다 타쿠로의 〈인생을 말하다 (人生を語らず)〉를 연주하며 가창했다. 프로로서 음악을 하는 하게 된 것이 이 연주를 TV에서 보고 있던 레코드 회사의 담당자에 초대된 것이 계기였다.
2016년 10월 개봉한 영화 《누구》에서 밴드에서 기타 & 보컬을 담당하고 있는 대학생 카미야 코타로 역을 연기. 와스레란네요의 〈俺よ届け〉, 〈まだ知らない世界〉와 LAMP IN TERREN에서 제공된 〈pellucid〉를 극 중 노래로 불렀다. 같은 해 12월 5일 방송 된 《샤베쿠리 007》에서 휴일을 보내는 방법으로 기타를 연주하는 것을 들어 사다 마사시의 〈관백선언 (関白宣言)〉과 Thee Michelle Gun Elephant의 〈드롭 (ドロップ)〉을 연주하는 등 점차 대중 노래를 선보이게 된다. 또한 같은 해 12월 22일, 동년 11월 20일부터 방송되고 있던 au의 축구 일본 대표팀를 응원하는 CM 〈au BLUE CHALLENGE〉 (산타로 시리즈)의 〈응원〉편에서 사용된 악곡을 노래하고 것이 스다임이 공표되었다.>
2017년 1월 27일 영화 《기적: 그 날의 소비토》에서 공연한 나리타 료, 요코하마 류세이, 스기노 요스케와 함께 극 중 GReeeeN의 전신 그룹인 그린 보이즈를 결성. 1월 24일에 CD 데뷔. 1월 7일에 사이타마 슈퍼 아레나에서 열린 GReeeeN의 라이브 《あっ、リーナ、ども。はじめまして。『クリビツテンギョウ!?ル〜デル〜デ♪』》에 등장해 오프닝 무대를 맡았다. 1월 20일 방송된 《뮤직 스테이션》에 첫 출연해 〈기적 (キセキ 키세키[*])〉와 〈목소리 (声 코에[*])〉를 가창했다. GReeeeN의 데뷔 날짜와 동일한 1월 24일 그린 보이즈로서 CD 데뷔를 완수했다.

### 2017년: 솔로 가수 데뷔 〈PLAY〉
2017년 3월 21일 au의 CM 송으로 기용되어 있던 곡 〈본적도 없는 풍경 (見たこともない景色)〉으로 솔로 가수로 데뷔하는 것이 발표되고 동시에 뮤직 비디오가 공개되었다. 5월 1일 방송의 라디오 프로그램 《스다 마사키의 올나잇 닛폰》에서 커플링 곡 〈바보가 되어버린 걸까 (ばかになっちゃったのかな)〉가 첫 온에어. 그 다음주에 《뮤직 스테이션》에 솔로 가수로 첫 출연, 〈본적도 없는 풍경 (見たこともない景色)〉을 선보였다. 싱글 발매일인 2017년 6월 7일 스다 마사키 본인 명의로는 처음으로 라이브 이벤트를 시부야 WWW X에서 개최했다.
2017년 7월 3일, 자신이 퍼스널리티를 맡은 라디오 프로그램 《스다 마사키의 올 나이트 닛폰》(닛폰 방송)에서 두 번째 싱글 〈호흡 (呼吸)〉을 8월 30일에 발매한다고 발표. 표제 곡은 스다가 처음으로 작사에 참여한 러브 송이다. 7월 17일 방송된 이 프로그램에서 노래가 처음 공개되었다.
2017년 7월 21일, 16년 만에 스페셜 프로그램으로 부활한 음악 프로그램 《LOVE LOVE 사랑해》에 출연. 토크 코너에서는 아버지의 영향으로 프로그램 MC의 요시다 타쿠로의 광팬임을 고백하고 음악 코너에서는 스다의 요청에 요시다 타쿠로의 〈오늘까지 그리고 내일부터 (今日までそして明日から)〉을 킨키 키즈, 타쿠로 등과 함께 기타를 연주하면서 세션했다. 11월, 요네즈 켄시의 앨범 〈BOOTLEG〉의 수록곡 〈잿빛과 푸름 (灰色と青（+菅田将暉)〉에 참여. 마타요시 나오키의 소설을 원작으로하는 영화 《불꽃》의 주제가로 공동 주연을 맡는 키리타니 켄타와 함께 비트 다케시의 〈아사쿠사 키드 (浅草キッド)〉를 커버했다.
2018년 1월 7일 세 번째 싱글 〈사요나라 엘레지 (さよならエレジー)〉를 발표했다. 3월 21일 첫 번째 앨범 〈PLAY〉를 발매. 오리콘, Billboard Japan의 두 차트에서 최고 2위를 기록했다.

### 2018년 - 2019년：〈틀린그림찾기〉, 〈LOVE〉
2018년 8월 1일, 네 번째 싱글 〈틀린그림찾기 (まちがいさがし)〉를 발매.
2019년 5월 14일 전달 한정 싱글 〈틀린그림찾기 (まちがいさがし)〉를 전달 개시. 7월 10일에는 2nd 앨범 〈LOVE〉를 발매해 첫 감독을 맡은 short film 《클로버》의 상영회도 실시했다.
2019년 12월 31일 NHK 종합 외로 방송된 《제70회 NHK 홍백가합전》에 백조로 출전했다.

### 2020년 - 2022년：〈COLLAGE〉
7월 1일 Creepy Nuts와의 합작 곡 〈산토라 (サントラ)〉을 발표했다. 이 합작은 스다의 라디오에 Creepy Nuts가 게스트로 출연했을 때, 스다가 “〈오늘 밤은 부기백 (今夜はブギー・バック)〉 같은 곡에 도전하고 싶다”고 발언해 세 명으로 매우 흥분했다는 것을 계기로 실현 되었다. 또한 마찬가지로 Creepy Nuts와 콜라보한 THE HIGH-LOWS의 커버 곡 〈일요일로부터 온 사신 (日曜日よりの使者)〉가 같은 해 8월 26일에 릴리스하는 Creepy Nuts의 신작 미니 앨범 〈일찍이 천재였던 우리들에게 (かつて天才だった俺たちへ)〉에 수록 되었다.
7월 17일, 이시자키 휴이, 카메다 세이지와의 콜라보 곡 〈실 (糸 이토[*])〉을 발표했다. 이 곡은 나카지마 미유키의 동명 곡의 커버로 스다와 코마츠 나나가 공동 주연을 맡은 영화 《실: 인연의 시작》의 엔딩 테마로 사용되었다.
8월 7일, OKAMOTO'S와의 합작에 의한 전달 싱글 〈Keep On Running〉을 전달 출시.
8월 28일, 같은 사무소인 배우 나카무라 토모야와의 합작에 의한 전달 싱글 〈고마워요 신님 (サンキュー神様)〉을 전달 출시.
10월 7일, 11월 20일에 공개되는 도호 계열 영화 《도라에몽: 스탠바이미 2》의 주제가로 신곡 〈무지개 (虹)〉를 제공한 것으로 발표되었다. 작사·작곡은 이시자키 휴이, 편곡은 토오미 요우가 각각 담당. 〈무지개 (虹)〉는 같은 해 11월 25일에 다섯 번째 싱글 CD로 출시되었다.
2021년 1월 4일, 동년 1월 17일부터 방송되는 NTV 계열 드라마 《너와 세계가 끝나는 날에》 Season1의 주제가로 신곡 〈별을 보다 (星を仰ぐ)〉을 제공한다고 발표했다. 이 곡은 2021년 2월 1일에 배달 출시되었다.
10월 8일, 같은 해 10월 10일부터 스타트하는 TBS 계열 드라마 《일본 침몰-희망의 사람-》의 주제가에 신곡 〈라스트 씬 (ラストシーン)〉을 제공한 것이 발표되었다.  작사·작곡은 이시자키 휴이, 편곡은 토오미 요우.
2022년 1월 25일, 같은 해 3월 9일에 스다가 2020년부터 2021년에 발매한 곡을 모은 세 번째 앨범 《COLLAGE》의 발매를 발표했다.

### 가수로서의 특징

#### 영향
- 소년 시절은 아름다운 소프라노 톤이였지만, 변성기를 겪으면서 갑자기 목소리가 낮게 되어 버린 것이 충격으로 다가와 목소리가 컴플렉스가 되어, 중학생 시절부터 한동안은 전혀 음악을 들려 줄 수가 없게 되었다.

- 노래방에도 약하고 친구들과 노래방에 가서도 거의 노래를 하지 않고, 오직 노래한 것이 당시 부모가 구입해서 집에 CD가 있었던 후쿠야마 마사하루의 〈milk tea〉이었다. 후쿠야마와는 2018년에 라디오에 출연했을 때 둘이서 ‘스다 마사하루’라는 유닛 이름으로서 〈milk tea〉를 세션하고 있다.[60]

- 도쿄로 이주한 19세 무렵, 배우 일에서의 전환기가 된 영화 《도모구이》의 촬영 중 후지 패브릭의 〈붉은 빛의 석양 (茜色の夕日)〉를 만난 것으로, 음악의 힘을 강하게 체감. 영향을 받은 음악은 후지 패브릭, 요시다 타쿠로, andymori, 요네즈 켄시 등이 있다.[61] 또한 「세상에서 가장 좋아하는 러브 송」으로 이시자키 휴이의 〈꽃병의 꽃 (花瓶の花)〉,[62] 인생에 영향을 받은 세 곡으로는 〈붉은 빛의 석양 (茜色の夕日)〉, 긴난 보이즈의 〈BABY BABY〉, 〈벵갈호랑이와 위스키 (ベンガルトラとウィスキー)〉를 말하고 있다.

#### 배우와의 균형
배우 일에서는 항상 연기하는 역할로 사람들 앞에 나오기 때문에 “그러고 보니 자신의 말을 공개적으로 말할 기회라고 별로 없고. 정말이 10년 정도 매일 매일 역의 수. 〈누군가의 인생의 것〉이라고만 생각하고 있는 느낌”이었지만, 음악 활동은 “자신의 말에 충동적으로 말을 쏟아내는 느낌이 신선하다라며, (배우로서) 역할을 만들기에 있어서도 자신의 축이라고 하는지, 감정의 기점이 없으면 나도 없게 되잖아요. 〈무슨 일이든 당연한 것이 중요.〉 라디오도 음악도 그러한 것을 확인할 수 있어요.”라고 말하고 있다.

## 개인사
2021년 11월 15일, 여배우 코마츠 나나와 결혼한 것을 각각의 SNS에서 연명으로 발표했다. 코마츠와는 《디스트럭션 베이비즈》, 《물에 빠진 나이프》, 《실: 인연의 시작》 등의 영화 작품에서 공연, 패션 브랜드 〈niko and…〉의 앰배서더를 3년간 함께 맡았다.

## 인물
- 취미는 옷 만들기. 할아버지가 재봉사였던 것으로부터 옷에 관심을 갖게 되어 패터너의 친구와 알게 되고 나서 자신도 만들게 되었다. 본인은 “바늘의 움직임을 따라하고 불필요한 일을 생각하지 않고 끝나고, 반대로 뇌가 편안해지는 거예요. 내가 미싱으로 다다다다라고 하는 것은 (자신은 술을 마실 수 없기 때문에) 여러분들이 일을 마치고 새벽에 맥주로 목넘김을 맛보는 것과 마찬가지다”라고 말한다.[65] 셔츠를 만들어서, 친구에게 선물하고 있다.

- 오사카 부립 이케다 고등학교 출신. 고교 시절은 미식 축구부 일원이였다. 또한 중학교까지 피아노, 수영을 배우고 있었다.[4]

- 유년기 시절에는 미노오시에 있는 그린프루미넨스 FC의 축구팀에 소속되어 있었다. 같은 팀의 1년 후배로 2016년 하계 올림픽의 대표 선수로 활약한 카메카와 마사시(현 V·V바렌 나가사키)가 있다.[66]

- 코미디언 전반을 존경하고 가장 좋아하는 것은 다운타운으로 대면하면 평상심은 있을 수 없다는 이유로 공연에 NG가 있다. 실제로 《다운타운 나우》에 게스트로 출연했을 때 잘 못하는데도 편지지 8장의 편지를 써 왔지만, 읽고 있는 동안 감격 통곡했다.[67]

- 만화를 좋아한다고 공언하고 있다.[3] 실사화하면 해보고 싶은 역은 1971년부터 〈주간 소년 챔피언〉에서 연재 된 요코야마 미쓰테루의 만화 〈바벨 2세〉의 주인공 코이치나 실사화하는 것을 원하지는 않는다는 전제하에 출연하고 싶다고 하는 것에는 토가시 요시히로의 〈레벨 E〉를 들고 있다.[68][69]

- 영화 《테이이치의 나라》와 대하드라마 《여자 성주 나오토라》에서 훈도시 모습이 된 것으로, BEST FUNDOSHIST AWARD 2017의 대상을 수상했다.[70]

- 자신있는 과목은 수학으로 《아르키메데스의 대전》에서 수학자 역을 연기한 경우에는 극 중에 나오는 수식을 이해하고 실제로 풀면서 연기하고 있다.[71]

- 좋아하는 음식은 우유로 식사도 우유로 겸하고 있다.[72] 알콜이 체질에 맞지 않기 때문에 술은 별로 마시지 않는다.

- 배우 야마자키 켄토와 사이가 좋고, 스다 마사키의 배우 10주년 기념일에 열린 콘서트에서 깜짝 등장했다. 나카노 타이가와 TBS 스페셜 드라마 《블랙 보드》에 함께 출연한 이래 가장 친한 친구. 니카이도 후미와도 매우 사이가 좋고 서로 소울메이트라고 말하고 있다.

- 할아버지와 머지 않아 일본도를 계승 약속을 하고 있다. 그러나 아직 일본도를 넣는 나무 상자 주문 중이라는 것으로, 접수는 하지 않고 있다.(스다는 요도라고 예상 중)

- 삼형제 중 장남이다.

## 출연 작품
역할의 굵은 표시는 주연 작품

### 영화
| 개봉일자                            | 제목                                                              | 역할                                           | 배급사                                   | 비고            |
| ----------------------------------- | ----------------------------------------------------------------- | ---------------------------------------------- | ---------------------------------------- | --------------- |
| 2009년 8월 8일                      | 극장판 가면라이더 디케이드 올 라이더 대 대쇼커                    | 필립 (목소리 출연)                             | 도에이                                   | 데뷔작          |
| 2009년 12월 12일                    | 가면라이더×가면라이더 W&디케이드 MOVIE 대전 2010                  | 필립/가면라이더 W                              | 도에이                                   | [ 73 ]          |
| 2010년 8월 7일                      | 가면라이더 W FOREVER AtoZ/운명의 가이아 메모리                    | 필립/가면라이더 W, 오오미치 카츠미 (소년 시절) | 도에이                                   | [ 74 ]          |
| 2010년 12월 18일                    | 가면라이더×가면라이더 오즈&더블 feat.스컬 MOVIE 대전 CORE         | 필립/가면라이더 W                              | 도에이                                   | [ 75 ]          |
| 2011년 4월 1일                      | 고교 데뷔                                                         | 타무라 후미야                                  | 아스믹 에이스                            |                 |
| 2011년 4월 1일                      | 오즈·덴오·올라이더 렛츠 고 가면라이더                             | 필립/가면라이더 W (우정 출연)                  | 도에이                                   | [ 76 ]          |
| 2011년 12월 10일                    | 가면라이더×가면라이더 포제&오즈 MOVIE 대전 MEGA MAX               | 필립/가면라이더 W (우정 출연)                  | 도에이                                   | [ 77 ]          |
| 2012년 1월 28일                     | 기린의 날개~극장판·신참자~                                        | 요시나가 토모유키                              | 도호                                     |                 |
| 2012년 9월 22일                     | 왕과 나                                                           | 모리오                                         | 유나이티드 엔터테인먼트                  | [ 78 ]          |
| 2013년 9월 7일                      | 도모구이                                                          | 노가키 토마                                    | 비터즈 엔드                              |                 |
| 2013년 10월 12일                    | 남자 고교생의 일상                                                | 타다쿠니                                       | 쇼게이트                                 | [ 79 ]          |
| 2013년 10월 12일                    | 양지의 그녀                                                       | 오쿠다 쇼타                                    | 도호 / 아스믹 에이스                     |                 |
| 2014년 4월 19일                     | 그곳에서만 빛난다                                                 | 오오시로 타쿠지                                | 도쿄 테아토르 / 하코다테 시네마 아이리스 |                 |
| 2014년 5월 16일                     | 사채꾼 우시지마 Part2                                             | 카가 마사루                                    | 도호 영상 사업부 / SDP                   | [ 80 ]          |
| 2014년 12월 27일                    | 해파리 공주                                                       | 코이부치 쿠라노스케                            | 아스믹 에이스                            | [ 81 ] [ 82 ]   |
| 2015년 1월 17일                     | 쵸코리엣타                                                        | 마사오카 마사무네                              | 우즈마사                                 |                 |
| 2015년 3월 21일                     | 암살교실                                                          | 아카바네 카르마                                | 도호                                     | [ 83 ]          |
| 2015년 5월 16일                     | 아케가라스                                                        | 나오키                                         | 쇼게이트                                 |                 |
| 2015년 9월 5일                      | 피스 오브 케이크                                                  | 카와타니                                       | 쇼게이트                                 | [ 84 ]          |
| 2016년 1월 9일                      | 핑크와 그레이                                                     | 카와타 다이키                                  | 아스믹 에이스                            | [ 85 ]          |
| 2016년 3월 5일                      | 호시가오카 원더랜드                                               | 키요카와 유야                                  | 팬텀 필름                                |                 |
| 2016년 3월 25일                     | 암살교실: 졸업편                                                  | 아카바네 카르마                                | 도호                                     |                 |
| 2016년 5월 21일                     | 디스트럭션 베이비즈                                               | 키타하라 유야                                  | 도쿄 테아토르                            | [ 86 ]          |
| 2016년 6월 25일                     | 이중 생활                                                         | 타쿠야                                         | 스타 샌즈                                |                 |
| 2016년 7월 2일                      | 세토우츠미                                                        | 세토                                           | 브로드 미디어 스튜디오                   | [ 87 ]          |
| 2016년 10월 15일                    | 누구                                                              | 카미야 코타로                                  | 도호                                     |                 |
| 2016년 10월 29일                    | 데스노트: 더 뉴 월드                                              | 시엔 유키                                      | 워너 브라더스 영화                       | [ 88 ]          |
| 2016년 11월 5일                     | 물에 빠진 나이프                                                  | 하세가와 코이치로                              | 가가                                     | [ 89 ]          |
| 2017년 1월 28일                     | 기적: 그 날의 소비토                                              | HIDE                                           | 도에이                                   | [ 90 ]          |
| 2017년 4월 29일                     | 테이이치의 나라                                                   | 아카바 테이이치                                | 도호                                     |                 |
| 2017년 7월 14일                     | 은혼                                                              | 시무라 신파치                                  | 워너 브라더스 영화                       | [ 91 ]          |
| 2017년 10월 7일 전편 10월 21일 후편 | 아, 황야                                                          | 신주쿠 신지                                    | 스타 샌즈                                | [ 92 ]          |
| 2017년 11월 23일                    | 불꽃                                                              | 토쿠나가                                       | 도호                                     | [ 93 ]          |
| 2018년 4월 27일                     | 옆자리 괴물군                                                     | 요시다 하루                                    | 도호                                     |                 |
| 2018년 8월 17일                     | 은혼 2: 규칙은 깨라고 있는 것                                     | 시무라 신파치                                  | 워너 브라더스 영화                       | [ 94 ]          |
| 2018년 11월 9일                     | 살아있는 것만으로도, 사랑                                         | 쓰나기                                         | 클락 웍스                                |                 |
| 2019년 7월 26일                     | 아르키메데스의 대전                                               | 카이 타다시                                    | 도호                                     |                 |
| 2019년 9월 6일                      | 타로의 바보                                                       | 에이지                                         | 도쿄 테아토르                            |                 |
| 2020년 8월 21일                     | 실: 인연의 시작                                                   | 타카하시 렌                                    | 도호                                     |                 |
| 2020년 10월 2일                     | 아사다 가족                                                       | 오노 요스케                                    | 도호                                     | [ 96 ]          |
| 2021년 1월 29일                     | 꽃다발 같은 사랑을 했다                                           | 야마네 무기                                    | 도쿄 테아토르 / 리틀 모어                | [ 97 ]          |
| 2021년 4월 30일                     | 과거는 항상 새로운 미래는 언제나 그리운 사진 작가 모리야마 다이도 | OP 내레이션                                    | 테레비맨유니온                           | 다큐멘터리 영화 |
| 2021년 6월 11일                     | 캐릭터                                                            | 야마시로 케이고                                | 도호                                     | [ 99 ]          |
| 2021년 8월 6일                      | 키네마의 신                                                       | 젊은 시절의 마루야마 고나오                    | 쇼치쿠                                   | [ 100 ] [ 101 ] |
| 2021년 10월 22일                    | CUBE 한번 들어가면 마지막                                         | 고토 유이치                                    | 쇼치쿠                                   | [ 102 ]         |
| 2022년 9월 9일                      | 백화                                                              | 카사이 이즈미                                  | 도호 / 가가                              |                 |
| 2023년 5월 5일                      | 은하철도의 아버지                                                 | 미야자와 겐지                                  | 키노필름즈                               |                 |
| 2023년 9월 15일                     | 극장판 미스터리라 하지 말지어다                                   | 쿠노 토토노                                    | 도호                                     |                 |
| 2024년 1월 5일                      | 웃음의 괴물                                                       | 핑크                                           | 쇼게이트 / 아니모 프로듀스               |                 |
| 2024년 1월 26일                     | 극장판 너와 세계가 끝나는 날에 FINAL                              | 아마기 렌                                      | 도호                                     |                 |
| 2024년 9월 27일                     | Cloud 클라우드                                                    | 요시이 료스케                                  | 도쿄 테아토르 / 닛카쓰                   |                 |
| 2025년 1월 17일                     | 선셋 선라이즈                                                     | 신사쿠                                         | 워너 브라더스 영화                       |                 |

### 텔레비전 드라마
| 방송일자                               | 제목                                                          | 역할                        | 방송사            | 비고                                                                                  |
| -------------------------------------- | ------------------------------------------------------------- | --------------------------- | ----------------- | ------------------------------------------------------------------------------------- |
| 2009년 9월 6일 ~ 2010년 8월 29일       | 가면라이더 W                                                  | 필립 / 가면라이더 W         | TV 아사히         | [ 103 ]                                                                               |
| 2010년 7월 10일 ~ 9월 18일             | 해머 세션!                                                    | 사카모토 요헤이             | TBS               |                                                                                       |
| 2010년 10월 17일 ~ 12월 19일           | 수의사 두리틀                                                 | 도몬 준페이                 | TBS               |                                                                                       |
| 2011년 1월 17일 ~ 3월 28일             | 소중한 것은 전부 네가 가르쳐 주었어                           | 히라오카 나오키             | 후지 TV           |                                                                                       |
| 2011년 8월 6일 ~ 9월 17일              | 돈★키호테                                                     | 아카시 카즈야               | NTV               | 제5화~10화                                                                            |
| 2011년 9월 14일 ~ 16일                 | 첫사랑의 맛                                                   | 리쿠                        | TBS               |                                                                                       |
| 2011년 10월 27일 ~ 12월 22일           | 런어웨이 ~사랑하는 너를 위해서~                               | 카가미 슌                   | TBS               |                                                                                       |
| 2012년 3월 11일                        | 운명의 인간                                                   | 유미나리 요이치 (청년 시절) | TBS               | 제9화, 게스트 출연                                                                    |
| 2012년 4월 5일                         | 블랙 보드 ~시대와 싸운 교사들~ 제1밤                          | 마츠무라 히데오             | TBS               |                                                                                       |
| 2012년 5월 7일                         | 미야베 미유키 4밤 연속 “극상” 미스터리 제1밤 〈이유〉         | 타카라이 야스타카           | TBS               |                                                                                       |
| 2012년 7월 8일 ~ 9월                   | 서머 레스큐~천공의 진료소~                                    | 키노 켄타                   | TBS               |                                                                                       |
| 2012년 8월 13일                        | 리치 맨, 푸어 우먼                                            | 사카이 타카히로             | 후지 TV           | 제6화, 게스트 출연                                                                    |
| 2012년 8월 18일                        | 정말로 있었던 무서운 이야기 여름 특별편 2012 〈어느 여름 일〉 | 시마즈 코타                 | 후지 TV           |                                                                                       |
| 2012년 11월 29일                       | 레지던트~5명의 연수의                                         | 하시모토 류지               | TBS               | 제7화, 게스트 출연                                                                    |
| 2012년 11월 30일                       | 악당                                                          | 하야미 츠요시               | 후지 TV           |                                                                                       |
| 2013년 1월 4일                         | 단란                                                          | 야자와 에이키치             | 칸사이 TV         |                                                                                       |
| 2013년 1월 19일 ~ 3월 23일             | 울지마, 하라 짱                                               | 히로시                      | NTV               |                                                                                       |
| 2013년 4월 13일 ~ 6월 22일             | 35세의 고교생                                                 | 츠치야 마사미츠             | NTV               |                                                                                       |
| 2013년 11월 30일                       | Y·O·U 메아리 음악 동호회                                      | 마츠도 코시로               | 칸사이 TV         |                                                                                       |
| 2014년 1월 27일 ~ 3월 29일             | 연속 TV 소설 〈잘 먹었습니다〉                                | 니시카도 타이스케           | NHK 종합          | 제17주 ~ 최종주                                                                       |
| 2014년 4월 19일                        | 스페셜 〈잘 먹었습니다라고 말해주고 싶어!〉                   | 니시카도 타이스케           | NHK BS 프리미엄   |                                                                                       |
| 2014년 4월 25일 ~ 6월 20일             | 사신 군                                                       | 악마                        | TV 아사히         | [ 105 ]                                                                               |
| 2015년 1월 15일 ~ 3월 19일             | 문제 있는 레스토랑                                            | 호시노 다이치               | 후지 TV           |                                                                                       |
| 2015년 1월 17일                        | 한신·아와지 대지진 20년 드라마 〈스무살과 한마리〉            | 후지와라                    | NHK 종합          | [ 106 ]                                                                               |
| 2015년 1월 18일 ~ 2월 15일             | 저물어 가는 여름                                              | 무토 슌지                   | WOWOW             | [ 107 ]                                                                               |
| 2015년 5월 30일 ~ 8월 1일              | 짬뽕 먹고 싶다                                                | 사다 마사시                 | NHK 종합          | [ 108 ]                                                                               |
| 2015년 7월 24일 ~ 9월 18일             | 민왕                                                          | 무토 쇼                     | TV 아사히         | [ 109 ]                                                                               |
| 2015년 11월 22일                       | 코이와 청춘 이야기 ~너와 있던 거리~                           | 아카시야 산마               | NTV               | NTV 계열 《아무도 모르는 아카시야 산마 사상 최대의 산마 빨리 눌러 토크》에서의 드라마 |
| 2016년 1월 23일                        | 에도가와 란포 단편집 1925년의 아케치 코고로 제2화 심리 시험   | 후키야 세이치로             | NHK BS 프리미엄   |                                                                                       |
| 2016년 4월 11일 ~ 6월 13일             | 러브송                                                        | 아마노 소라이치             | 후지 TV           | [ 111 ]                                                                               |
| 2016년 4월 15일                        | 민왕 스페셜 ~새로운 음모~                                     | 무토 쇼                     | TV 아사히         |                                                                                       |
| 2016년 10월 5일 ~ 12월 7일             | 수수하지만 굉장해! 교열걸 코노 에츠코                         | 오리하라 유키토             | NTV               |                                                                                       |
| 2016년 10월 7일                        | 용사 요시히코와 인도하는 7인                                  | 도둑                        | TV 도쿄           | 제1화, 게스트 출연                                                                    |
| 2017년 1월 ~ 12월                      | 대하드라마 〈여자 성주 나오토라〉                             | 이이 토라마츠               | NHK 종합          | [ 112 ]                                                                               |
| 2017년 3월 18일                        | 슈퍼 샐러리맨 사에나이씨                                      | 버스 납치범                 | NTV               | 제10화, 게스트 출연                                                                   |
| 2017년 4월 29일                        | 기묘한 이야기 17 봄 특별편 〈카멜레온 배우〉                  | 쿠도 케이타                 | 후지 TV           |                                                                                       |
| 2017년 9월 20일                        | 스페셜 〈수수하지만 굉장해! 교열걸 코노 에츠코〉              | 오리하라 유키토             | NTV               |                                                                                       |
| 2018년 1월 7일 ~ 3월 11일              | 토도메의 키스                                                 | 하루미 이토쿠               | NTV               | 우정 출연                                                                             |
| 2018년 7월 27일 ~ 9월 14일             | dele                                                          | 마시마 유타로               | TV 아사히         |                                                                                       |
| 2018년 10월 1일 ~ 2019년 3월 30일      | 연속 TV 소설 〈만복〉                                         | 아즈마 타이치               | NHK 종합          | [ 113 ]                                                                               |
| 2019년 1월 6일 ~ 3월 10일              | 3학년 A반 -지금부터 여러분은, 인질입니다-                     | 히이라기 이부키             | NTV               |                                                                                       |
| 2019년 6월 25일                        | 퍼펙트 월드                                                   | 시청 직원                   | 칸사이 TV·후지 TV | 최종화, 카메오 출연                                                                   |
| 2020년 7월 10일·8월 7일·21일 ~ 9월 4일 | MIU404                                                        | 쿠스미                      | TBS               | 제3화·제5화·제7화-최종화                                                              |
| 2021년 4월 17일 ~ 6월 19일             | 콩트가 시작된다                                               | 타카이와 하루토             | NTV               |                                                                                       |
| 2022년 1월 10일 ~ 3월 28일             | 미스터리라 하지 말지어다                                      | 쿠노 토토노우               | 후지 TV           | [ 114 ] [ 115 ]                                                                       |
| 2022년 1월 19일 ~ 5월 22일             | 대하드라마 〈가마쿠라도노의 13인〉                            | 미나모토노 요시쓰네         | NHK 종합          | 1화 ~ 20화                                                                            |
| 2022년 11월 5일                        | 재패니즈 스타일                                               | 오노 료이치로               | TV 아사히         | 제3화                                                                                 |
| 2023년 9월 9일                         | 미스터리라 하지 말지어다 특별편                               | 쿠노 토토노우               | 후지 TV           |                                                                                       |
| 2023년 12월 20일                       | THE TRUTH                                                     | 스다 마사키(본인)           | TV 도쿄           | 제3화                                                                                 |
| 2024년 10월 22일 ~ 12월 10일           | 민왕 R                                                        | 내레이션                    | TV 아사히         |                                                                                       |
| 2025년 12월 <예정>                     | 화성의 여왕                                                   | 시라이시 아오토             | NHK 종합          |                                                                                       |

### WEB·전달 드라마
- 인터넷판 가면라이더 W FOREVER AtoZ로 폭소 26 연발 (2010년) - 필립 역
- 고등학교 데뷔 ~데뷔 직전 집중 강좌~ (2011년 3월 4일 ~ 25일, LISMO Channel) - 타무라 후미야 역
- 드라마 JOKER 히가시노 게이고 드라마 시리즈 “웃음” 제2 웃음 〈어느 할아버지에게 선향을....〉 (2012년 9월 1일, J : com 주문형·au 비디오 패스 / 스마트 패스) - 젊어진 할아버지 역
- 민왕 번외편 비서 카이바라와 6명의 수상한 손님들 제3화 〈화성인이라고 자칭하는 남자〉 (2016년) - 무토 쇼 역 ※우정 출연
- 우주의 일 (2016년) - 미시마 토키오 역
- 아, 황야 완전판 (2017년) - 신주쿠 신지 역 (양익준과 공동 주연)[92]
- 여전히 여기에 (2019년) - 레인 굿즈 브랜드 〈Wpc〉 15주년 기념으로 소메타니 쇼타가 감독을 맡은 이미지 동영상.[117]
- 기생수: 더 그레이 (2024년, 넷플릭스) - 이즈미 신이치 역
- 글래스 하트 (2025년 전달 예정, 넷플릭스) - 마사키 키리야 역

### 무대
| 공연일자                                                                    | 제목                                                | 역할        | 공연장소                                                                                                   | 비고            |
| --------------------------------------------------------------------------- | --------------------------------------------------- | ----------- | --- | --------------- |
| 2010년 9월 9일 ~ 10월 4일                                                   | 텀블링                                              | 히라노 유키 | 도쿄 / 오사카                                                                                              | [ 118 ]         |
| 2011년 5월 18일 ~ 7월 3일                                                   | 텀블링 vol.2                                        | 히나타 쇼고 | 도쿄 / 오사카                                                                                              |                 |
| 2012년 5월 2일 ~ 6월 10일                                                   | 로미오와 줄리엣                                     | 머큐시오    | 도쿄 / 오사카                                                                                              |                 |
| 2014년 8월 7일 ~ 24일                                                       | NINAGAWA × SHAKESPEARE LEGEND I 〈로미오와 줄리엣〉 | 로미오      | 사이노쿠니 사이타마 예술극장 소극장                                                                        | [ 119 ] [ 120 ] |
| 2017년 10월 30일 ~ 11월 26일                                                | 시스 컴퍼니 공연 〈로젠크란츠와 길덴스턴은 죽었다〉 | 길덴스턴    | 세타가야 공공극장                                                                                          | [ 121 ]         |
| 2019년 11월 9일 ~ 24일·11월 29일 ~ 12월 1일·12월 5일 ~ 8일·12월 13일 ~ 15일 | 칼리굴라                                            | 칼리굴라    | 도쿄 신국립극장 중홀 / 구루메시티 플라자 더그랜드홀 / 고베 국제 회관 국제홀 / 센다이킨코홀 이즈미티21 대홀 | [ 122 ]         |

### 애니메이션
| 개봉일자        | 제목                                     | 역할            | 배급사          | 비고              |
| --------------- | ---------------------------------------- | --------------- | --------------- | ----------------- |
| 2017년 8월 18일 | 쏘아올린 불꽃, 밑에서 볼까? 옆에서 볼까? | 시마다 노리미치 | 도호            | 극장판 애니메이션 |
| 2023년 7월 14일 | 그대들은 어떻게 살 것인가                | 아오사기        | 스튜디오 지브리 | 극장판 애니메이션 |

### 외화 더빙
| 개봉일자        | 제목  | 역할                  | 배급사             | 비고                      |
| --------------- | ----- | --------------------- | ------------------ | ------------------------- |
| 2019년 4월 19일 | 샤잠! | 샤잠 (제커리 레비 분) | 워너 브라더스 영화 | 미국 영화 / 일본어판 더빙 |

### 게임
- 가면라이더 배틀 간바라이드 (2009년 11월, 아케이드 게임) - 가면라이더 W (필립) 역
  - 가면라이더 배틀 간바리이징 (2013년 10월 31일, 아케이드 게임)
- 가면라이더 클라이막스 히어로즈 시리즈 - 가면라이더 W (필립) 역
  - 가면라이더 클라이막스 히어로즈 W (2009년 12월 3일, Wii)
  - 가면라이더 클라이막스 히어로즈 오즈 (2010년 12월 2일, Wii·PSP)

### DVD 드라마
- 가면라이더 W DVD 가이아 메모리 대도감 (2010년) - 필립 역 (키리야마 렌와 공동 주연)
- 가면라이더 W 초배틀 DVD 돔부리의 α / 안녕 사랑의 레시피야 (2010년) - 필립 역 (키리야마 렌와 공동 주연)
- 가면라이더 W RETURNS
- 가면라이더 액셀 (2011년 4월 21일) - 필립 역
- 가면라이더 이터널 (2011년 7월 21일) - 필립 소년 시절의 카츠미 역

## 그 외 출연

### 버라이어티
- 스다 마사키 TV (2018년 12월 15일, NHK BS 프리미엄)[125]
- 토요 스튜디오 파크 “가마쿠라도노의 13인” 단노우라 직전 SP (2022년 5월 7일, NHK 종합)- 게스트
- NHK MUSIC SPECIAL 호소노 하루오미 옐로우 매직 쇼 4 (2025년 1월 30일, NHK 종합)

### 다큐멘터리
- 오레아레 (2015년 8월 17일 ~ 21일, NHK E 텔레) - 샐러리맨 역[126]
- 정열대륙 (2016년 3월 20일, MBS·TBS)[127]
- 후쿠이 텔레비전 개국 50주년 기념 프로그램 성직자의 행방~일하는 방식 개혁 원년~ (2019년 8월 15일, 후지 TV) - 내레이션[128]
- 사건의 눈물 〈승리의 대가~있는 반지 죽음과 마주한 11년〉 (2020년 5월 18일, NHK 종합) - 내레이션
- 야마다 요지의 청춘 ~영화의 꿈 꿈의 공장~ (2021년 7월 17일, NHK-BSP)[129]
- SWITCH 인터뷰 달인들 〈스다 마사키 × 린 시헤이〉 (2023년 9월 1일, NHK E 텔레)

### 라디오
- 스다 마사키의 올 나이트 닛폰 (2017년 4월 3일 ~ 2022년 3월 29일, 닛폰 방송) - 매주 월요일 25시 - 27시 담당
- 라디오 드라마 〈밝은 밤에 나가〉 (2018년 4월 16일, 스다 마사키의 올 나이트 닛폰에서의 방송) - 도야마 역

### MV
- Sonar Pocket 〈너에게 보내는 노래 (友達に贈る歌)〉 (2009년 2월 25일)
- 카미키 아야 w TAKUYA 〈WBX ~W-Boiled Extreme~〉 (2009년 11월 11일) - 필립 역
- 나루미 소키치 〈Nobody 's Perfect〉 (2010년 6월 30일) - 필립 역
- 이시자키 휴이 〈마침표 (ピリオド)〉 (2018년 3월 27일)
- OKAMOTO'S 〈Dancing Boy〉 (2019년)[130]
- 와스레란네에요 〈나츠미 (なつみ)〉 (2019년 12월 25일)[131]
- 호시노 겐 〈Cube〉 (2021년 10월 20일)[132]
- Vaundy 〈mabataki〉 (2022년 9월 10일)

### 광고 (CM)
- 일본 스포츠 진흥 센터 〈BIG 최고 10억엔 복권〉 (2015년 1월)
- 야마하 발동기 〈야마하 트리시티〉 (2015년 3월 ~ ) ※CM의 기획으로 「트라이 125」를 운전할 수 있는 AT 한정 소형 오토바이 운전 면허를 취득했다.
- 리크루트 라이프 스타일 〈핫 페퍼 뷰티〉 (2015년 9월 ~ 2017년)
- KDDI 〈au 산타로 시리즈〉 (2015년 9월 ~ ) - 오니짱 역
- Cygames 〈그랑블루 판타지〉 (2015년 12월 ~ 2017년)
- 군제 〈BODY WILD〉 (2016년 1월 ~ )
- 카오
  - 맨즈 비오레 (2016년 3월 ~ ) - 사와베 유우와 공동 출연
  - 어택  ZERO (2019년 3월 ~ ) - 마츠자카 토리, 카쿠 켄토, 마미야 쇼타로, 스기노 요스케와 공동 출연.
- 일본 코카-콜라
  - 환타 (2016년 4월 ~ 2019년 3월)
  - 코카콜라 (2019년 3월) - 아야세 하루카, 이케다 에라이자와의 공동 출연.
    - 〈코카콜라 제로 Zero Break〉편 (2019년 4월) - 단독 출연[133]
- 요시노야 (2016년 6월 ~ 2018년)
  - 요시노야 공식 쇼핑몰 〈사라우시〉 (2017년 7월) - 사토 지로와 공동 출연.
- 스미토모생명보험 (2016년) ※우에노 이치 역
- 모리나가 제과 〈DARS〉 (2016년 12월 ~ )
- 아다스토리아 〈niko and ...〉 (2018년 3월 ~ 2020년) - 패션 대사로서 코마츠 나나와 공동 출연.
- 도요타 자동차
  - 코롤라 스포츠 (2018년 6월 ~ 2019년 4월) - 나카죠 아야미와 공동 출연.
  - KINTO (2020년 4월 ~ ) - 야모토 유마, 니카이도 후미와 공동 출연.
  - 코롤라 투어링 (2020년 8월 ~ ) - OKAMOTO'S와 공동 출연.
- 아사히 맥주
  - 아사히 수퍼드라이 슌레이 카라구치 (2018년 7월 ~ )
  - 아사히 슈퍼 드라이 (2019년 11월 ~ 2022년 4월) - 후쿠야마 마사하루, 나카무라 토모야와 공동 출연
  - 아사히 드라이 제로 (2022년 4월 ~ )
- JOYSOUND 〈JOYSOUND 서포터〉 (2019년 6월 ~ )
- 에후안도에무 〈오피스 스테이션〉 (2019년 9월 ~ ) - 야마나카 타카시와 공동 출연.
- 미스터도넛 〈50주년 기념〉 앰배서더 (2020년 9월 ~ )
- 유니버설 스튜디오 재팬 (2022년 4월 ~ )
- 아사히 음료 〈윌킨슨 탄산〉 (2022년 4월 ~ )
- 모리나가 유업 〈마운트 레이니어〉 (2023년 3월 ~ )
- 손해보험 재팬 (2023년 4월 ~ )
- 엔 재팬 〈엔 전직〉 (2023년 7월 ~ )
- 야마토 운수업 〈카본 중립 배송 택배〉 (2024년 6월 ~ )

### 모델·이미지 캐릭터
- Men's JOKER × 디젤 〈DIESEL TIMEFRAMES〉 (2015년)
- 월드 파티 〈wpc (레인 굿즈)〉 (2019년 3월 ~ )
- 쌤소 나이트·재팬 (2019년 4월 ~ )

## 저서

### 사진집
- 퍼스트 사진집 〈스다마사킷스〉 (2010년 7월 23일, 주부와 생활사)[134] ISBN 978-4-391-13929-7
- 두 번째 사진집 〈DA-SU〉 (2011년 7월 1일, 주부와 생활사)[135] ISBN 978-4-391-14068-2
- 아티스트 북 〈20 + 1〉 (2014년 2월 21일, 와니북스)[136] ISBN 978-4-8470-4615-5
- 애니버서리 책 〈누군가와 만든 무언가를 계기로 만든 것을 보고 있던 사람이 수선한 무언가는 언젠가 사랑하는 사람이 만든 무언가 같았다.〉 (2019년 2월 21일, 와니북스)[137] ISBN 978-4-8470-8186-6 / ISBN 978-4-8470-8187-3
- 착복사(着服史) (2022년 3월 25일, 와니북스) ISBN 978-4-8470-8419-5[256]
- #FF0921(코마츠 나나와의 아트북) (2023년 9월 21일, Righters) ISBN 9784-991293603

### 연재
- + act 〈E-sudagram〉 (2015년 11월호 ~ 2021년 4월호, 와니북스)
- CUT
  - 스다 마사키와 나가노 타이가가 꿈에서 만난다면 (2017년 11월호 ~ 2019년 7월호, 록킹온)
  - 스다 마사키와 나가노 타이가가 꿈에서 만난다면 (2019년 8월호, 록킹온)

### 잡지
- nicola(니콜라) - 남성 모델
- JUNON(쥬논)
- Seventeen(세븐틴)
- GOODA 9월호 (2023년 9월 15일, 주식회사 브랜지스터 미디어) - 커버 모델

### 커버 모델
- 아가씨, 늑대에는 조심해야 해 (글 : 아야네 린, 2012년 2월 24일, 슈에이샤 핑키 분코)

### 기타
- 인생을 바꾸는 〈도라에몽〉 선택 어른이 될 노비타들에게 (만화: 후지코 F. 후지오, 2020년 9월 3일, 쇼가쿠칸)[138][139]

## 음악

### 싱글 앨범
| #                                           | 발매일           | 음반명                                     | 최고 순위 | 최고 순위     | RIAJ인증      | RIAJ인증 | 수록 앨범 |
| #                                           | 발매일           | 음반명                                     | 오리콘    | Japan Hot 100 | 다운로드      | 스트리밍 | 수록 앨범 |
| ------------------------------------------- | ---------------- | ------------------------------------------ | --------- | ------------- | ------------- | -------- | --------- |
|                                             | 2017년 1월 24일  | グリーンボーイズ 그린 보이즈               | 4         | －            | -             | -        | 미수록    |
| 1st                                         | 2017년 6월 7일   | 見たこともない景色 본적도 없는 풍경        | 5         | 3             | 골드          | 실버     | PLAY      |
| 2nd                                         | 2017년 8월 30일  | 呼吸 호흡                                  | 10        | 13            | -             | -        | PLAY      |
| 3rd                                         | 2018년 2월 21일  | さよならエレジー 사요나라 엘레지           | 12        | 3             | 더블 플래티넘 | 플래티넘 | PLAY      |
| 4th                                         | 2018년 8월 1일   | ロングホープ・フィリア 롱 호프・필리아     | 12        | 11            | 골드          | -        | LOVE      |
| 5th                                         | 2020년 11월 25일 | 虹 무지개                                  | 2         | 2             | 플래티넘      | 플래티넘 | COLLAGE   |
| 6th                                         | 2021년 11월 24일 | ラストシーン 라스트 씬                     |           |               |               |          | COLLAGE   |
| 7th                                         | 2022년 11월 9일  | クワイエットジャーニー' 콰이어트 져니 - EP |           |               | -             | -        | -         |
| "—" 차트 권외 차트 제외 중 하나를 의미한다. |                  |                                            |           |               |               |          |           |

#### 전달 싱글
| #                                           | 발매일          | 음반명                      | 최고 순위 | 최고 순위     | RIAJ인증        | RIAJ인증 | 수록 앨범 |
| #                                           | 발매일          | 음반명                      | 오리콘    | Japan Hot 100 | 다운로드        | 스트리밍 | 수록 앨범 |
| ------------------------------------------- | --------------- | --------------------------- | --------- | ------------- | --------------- | -------- | --------- |
| 1st                                         | 2019년 5월 14일 | まちがいさがし 틀린그림찾기 | 1         | 2             | 트리플 플래티넘 | 플래티넘 | LOVE      |
| 2nd                                         | 2021년 2월 1일  | 星を仰ぐ 별을 보다          | -         | 15            | -               | -        | COLLAGE   |
| 3rd                                         | 2022년 6월 7일  | 惑う糸 망설이는 실          | -         | 44            | -               | -        | SPIN      |
| 4th                                         | 2023년 2월 15일 | 美しい生き物 아름다운 생물  | -         |               | -               | -        | SPIN      |
| 5th                                         | 2023년 7월 29일 | ユアーズ 유어스             | -         |               | -               | -        | SPIN      |
| 6th                                         | 2024년 1월 25일 | 谺する 메아리치다           | -         |               | -               | -        | SPIN      |
| "—" 차트 권외 차트 제외 중 하나를 의미한다. |                 |                             |           |               |                 |          |           |

### 정규 앨범
| #                                           | 발매일          | 음반명  | 최고 순위 | 최고 순위              | RIAJ인증 | RIAJ인증 |
| #                                           | 발매일          | 음반명  | 오리콘    | Japan Top Albums Sales | 다운로드 | 스트리밍 |
| ------------------------------------------- | --------------- | ------- | --------- | ---------------------- | -------- | -------- |
| 1st                                         | 2018년 3월 21일 | PLAY    | 2         | 3                      | ―        |          |
| 2nd                                         | 2019년 7월 10일 | LOVE    | 3         | 3                      | 골드     |          |
| -                                           | 2022년 3월 9일  | COLLAGE |           |                        |          |          |
| 3rd                                         | 2024년 7월 3일  | SPIN    | 7         | 5                      | -        |          |
| "—" 차트 권외 차트 제외 중 하나를 의미한다. |                 |         |           |                        |          |          |

### 참가 작품
| 발매일                                      | 음반명                                                                                              | 최고 순위     | 최고 순위            | RIAJ인증      | 수록 앨범                             |
| 발매일                                      | 음반명                                                                                              | Japan Hot 100 | Japan Download Songs | 다운로드      | 수록 앨범                             |
| ------------------------------------------- | --------------------------------------------------------------------------------------------------- | ------------- | -------------------- | ------------- | ------------------------------------- |
| 2017년                                      | 灰色と青 (+菅田将暉) / 요네즈 켄시 잿빛과 푸름                                                      | 3             | 1                    | 더블 플래티넘 | BOOTLEG PLAY                          |
| 2017년                                      | 浅草キッド / 스다 마사키 × 키리타니 켄타 아사쿠사 키드                                              | 94            | 22                   | -             | PLAY                                  |
| 2019년                                      | Finger on the Trigger (平成ベスト RE-EDIT ver.) / 左翔太郎 (키리야마 렌) × フィリップ (스다 마사키) | -             | -                    | -             | 헤이세이 가면 라이더 20편 기념 베스트 |
| 2020년                                      | サントラ / Creepy Nuts × 스다 마사키 산토라                                                         | -             | 8                    | -             | 일찍이 천재였던 우리들에게            |
| 2020년                                      | 日曜日よりの使者 / Creepy Nuts × 스다 마사키 일요일로부터 온 사신                                   | -             | -                    | -             | 일찍이 천재였던 우리들에게            |
| 2020년                                      | 命の別名/糸 / 스다 마사키 × 이시자키 휴이 운명의 다른 이름/실                                       | -             | -                    | -             | 미수록                                |
| 2020년                                      | Keep On Running / 스다 마사키 × OKAMOTO'S                                                           | -             | -                    | -             | 미수록                                |
| 2020년                                      | サンキュー神様 / 스다 마사키 × 나카무라 토모야 고마워요 신님                                        | -             | -                    | -             | 미수록                                |
| 2021년                                      | うたかた歌 / RADWIMPS feat. 스다 마사키 덧없는 노래                                                 | -             | -                    | -             | FOREVER DAZE                          |
| 2022년                                      | あいもかわらず / 이시자키 휴이×스다 마사키 변함없이                                                 | -             | -                    | -             | -                                     |
| 2023년                                      | るろうの形代 / 스다 마사키✕도쿄 스카파라다이스 오케스트라 방랑의 형식                               | -             | -                    | -             | SPIN                                  |
| "—" 차트 권외 차트 제외 중 하나를 의미한다. | |               |                      |               |                                       |

### 영상 작품
| 형태        | 발매일           | 작품명                                  | 최고 순위 | 최고 순위 |
| 형태        | 발매일           | 작품명                                  | DVD       | Blu-ray   |
| ----------- | ---------------- | --------------------------------------- | --------- | --------- |
| 라이브 영상 | 2019년 3월 6일   | SUDA MASAKI LIVE＠LIQUIDROOM 2018.11.15 | 7         | 13        |
| 라이브 영상 | 2019년 12월 25일 | 菅田将暉 LIVE TOUR 2019 “LOVE”          | TBA       | TBA       |

### 타이업
| 제목 (원어)                                             | 제목 (풀이)                      | 타이업                                                                                       | 시기   |
| ------------------------------------------------------- | -------------------------------- | -------------------------------------------------------------------------------------------- | ------ |
| 見たこともない景色                                      | 본적도 없는 풍경                 | au 〈산타로 시리즈〉 축구 일본 대표 응원 〈au BLUE CHALLENGE〉 CM송                          | 2017년 |
| さよならエレジー                                        | 사요나라 엘레지                  | NTV 계열 일요 드라마 《토도메의 키스》 주제가                                                | 2018년 |
| ロングホープ・フィリア                                  | 롱 호프・필리아                  | 극장 애니메이션 《나의 히어로 아카데미아 THE MOVIE~ 2명의 영웅~》 주제가                     | 2018년 |
| まちがいさがし                                          | 틀린그림찾기                     | 칸사이 TV제작·후지 TV 계열 화요일 21시 드라마 《퍼펙트 월드》 주제가                         | 2019년 |
| サントラ (Creepy Nuts×菅田将暉)                         | 산토라 (Creepy Nuts×스다 마사키) | NTV 계열 슷키리!!(SUKKIRI!!) 7월도 테마송                                                    | 2020년 |
| 糸 (菅田将暉×石崎ひゅーい)                              | 실 (스다 마사키×이시자키 휴이)   | 영화 《실: 인연의 시작》 엔딩 테마곡 도요타 홈 “「그런데도」가 있는 집” 시리즈 여름 편 CM 송 | 2020년 |
| Keep On Running (菅田将暉×OKAMOTO'S)                    |                                  | 도요타 자동차 〈코롤라 투어링〉 CM송                                                         | 2020년 |
| 雨が上がる頃に                                          | 비가 그칠 무렵에                 | 도요타 자동차 〈코롤라 투어링〉 CM송                                                         | 2020년 |
| 虹                                                      | 무지개                           | 도호 계열 영화 《도라에몽: 스탠바이미 2》 주제가                                             | 2020년 |
| 星を仰ぐ                                                | 별을 보다                        | NTV 계열 일요 드라마 《너와 세계가 끝나는 날에》 Season1 주제가                              | 2021년 |
| ラストシーン                                            | 라스트 씬                        | TBS 계열 일요극장 《일본 침몰-희망의 사람-》 주제가                                          | 2021년 |
| 惑う糸                                                  | 망설이는 실                      | NTV 계열 《news zero》 테마곡                                                                | 2022년 |
| ユアーズ                                                | 유어스                           | NTV 계열 토요 드라마 《최고의 교사 1년 후, 나는 학생에게 ■당했다》 주제가                    | 2023년 |
| るろうの形代（菅田将暉×東京スカパラダイスオーケストラ） | 방랑의 형식                      | TV 애니메이션 《바람의 검심 -메이지 검객 낭만기- 교토 동란》 두 번째 쿨 오프닝 테마곡        | 2023년 |
| 谺（こだま）する                                        | 변함없이                         | 영화 《극장판 너와 세계가 끝나는 날에》 주제가                                               | 2024년 |
| くじら                                                  | 고래                             | 후지 TV 계열 파리 올림픽 2024 선수 응원곡                                                    | 2024년 |

### 뮤직비디오
| 년도   | 작품                            | 감독                           | 출연    |
| ------ | ------------------------------- | ------------------------------ | ------- |
| 2017년 | 見たこともない景色 (Short Ver.) | 세키 카즈아키                  | [ 168 ] |
| 2017년 | 見たこともない景色              | 세키 카즈아키                  | [ 169 ] |
| 2017년 | ばかになっちゃったのかな        | 시마다 오오카이                | [ 170 ] |
| 2017년 | 呼吸                            | 스다 케이나                    | [ 171 ] |
| 2017년 | 灰色と青 (+菅田将暉)            | 야마타 겐토                    | [ 172 ] |
| 2017년 | 浅草キッド                      |                                | [ 174 ] |
| 2018년 | さよならエレジー                | 니시보리 테츠로                | [ 175 ] |
| 2018년 | ロングホープ・フィリア          | 타니야마 츠요시                | [ 176 ] |
| 2019년 | まちがいさがし                  | 하야시 쿄타로                  | [ 177 ] |
| 2019년 | キスだけで feat. 아이묭         | 야마타 겐토                    | [ 178 ] |
| 2020년 | サントラ                        | 하야시 쿄타로                  | [ 179 ] |
| 2020년 | Keep On Runnning                | Nasty Men$ah                   |         |
| 2020년 | 糸 (Short ver.)                 | 영화 《실》 메이킹 스페셜 영상 |         |
| 2020년 | サンキュー神様                  | 하야시 쿄타로                  |         |
| 2020년 | 虹                              | 오미보                         |         |
| 2021년 | 星を仰ぐ                        | 야마다 겐토                    |         |
| 2022년 | 惑う糸                          | Vaundy                         |         |
| 2022년 | ゆだねたギター                  |                                |         |
| 2023년 | ユアーズ                        | 호키모토 소라 (Bialystocks)    |         |
| 2023년 | 美しい生き物                    | 오모리 타츠시                  |         |

### NHK 홍백가합전출전
| 연도          | 횟수 | 곡명                        | 출연 순서 | 상대     | 비고         |
| ------------- | ---- | --------------------------- | --------- | -------- | ------------ |
| 2019년/제70회 | 첫   | まちがいさがし 틀린그림찾기 | 18/21     | Superfly | 홍백 첫 출전 |

## 수상 경력
| 연도   | 시상식                                         | 부문                              | 작품                                                                      | 출처    |
| ------ | ---------------------------------------------- | --------------------------------- | ------------------------------------------------------------------------- | ------- |
| 2014년 | 제37회 일본 아카데미상                         | 신인 배우상                       | 도모구이                                                                  | [ 9 ]   |
| 2014년 | 제6회 TAMA 영화상                              | 최우수 신진 남우주연상            | 그곳에서만 빛난다, 남자 고교생의 일상, 양지의 그녀, 사채꾼 우시지마 Part2 |         |
| 2014년 | 제81회 더 텔레비전 드라마 아카데미상           | 남우조연상                        | 사신군                                                                    | [ 180 ] |
| 2015년 | 제29회 타카사키 영화제                         | 최우수 남우조연상                 | 그곳에서만 빛난다                                                         | [ 181 ] |
| 2015년 | 제10회 오사카 시네마 페스티벌                  | 남우조연상                        | 해파리 공주, 그곳에서만 빛난다, 양지의 그녀, 사채꾼 우시지마 Part2        |         |
| 2015년 | 제19회 일본 인터넷 영화 대상                   | 남우조연상                        | 해파리 공주, 그곳에서만 빛난다, 사채꾼 우시지마 Part2, 도모구이           |         |
| 2015년 | 전국 영화연합상                                | 남우상                            | 그곳에서만 빛난다                                                         |         |
| 2015년 | 제24회 일본 영화 비평가 대상                   | 남우조연상                        | 그곳에서만 빛난다, 해파리 공주                                            |         |
| 2015년 | 제1회 컨피던스 어워드 드라마상                 | 남우주연상                        | 민왕                                                                      | [ 182 ] |
| 2016년 | 제38회 요코하마 영화제                         | 남우조연상                        | 디스트럭션 베이비즈                                                       |         |
| 2016년 | 제40회 엘란도르상                              | 신인상                            | 빈칸                                                                      | [ 183 ] |
| 2016년 | 2016 GQ Men of the Year                        | 올해의 남성 부문                  | 빈칸                                                                      | [ 184 ] |
| 2016년 | 제45회 베스트 드레서상                         | 예능 부문                         | 빈칸                                                                      | [ 185 ] |
| 2016년 | ORICON STYLE 발표 〈2016 브레이크 배우 랭킹 〉 | 1위                               | 빈칸                                                                      | [ 186 ] |
| 2017년 | 제26회 도쿄 스포츠 영화 대상                   | 남우조연상                        | 디스트럭션 베이비즈                                                       |         |
| 2017년 | 제26회 일본 영화 프로페셔널 대상               | 남우주연상                        | 세토우츠미, 불꽃                                                          |         |
| 2017년 | 제42회 호치 영화상                             | 남우주연상                        | 기적: 그 날의 소비토, 테이이치의 나라, 아, 황야, 불꽃                     |         |
| 2017년 | 제30회 닛칸 스포츠 영화 대상                   | 남우주연상                        | 기적: 그 날의 소비토, 테이이치의 나라, 아, 황야, 불꽃                     |         |
| 2017년 | 제91회 키네마 준보 베스트 텐                   | 남우주연상                        | 기적: 그 날의 소비토, 테이이치의 나라, 아, 황야, 불꽃                     |         |
| 2017년 | 제22회 일본 인터넷 영화 대상                   | 남우주연상                        | 기적: 그 날의 소비토, 테이이치의 나라, 은혼, 아, 황야, 불꽃               |         |
| 2018년 | 제72회 마이니치 영화 콩쿨                      | 남우주연상                        | 아, 황야                                                                  |         |
| 2018년 | 제41회 일본 아카데미상                         | 최우수 남우주연상                 | 아, 황야                                                                  | [ 187 ] |
| 2018년 | 오사카 시네마 페스티벌 2018                    | 남우주연상                        | 아, 황야, 불꽃, 테이이치의 나라                                           | [ 188 ] |
| 2018년 | 제68회 예술선장 문부과학대신                   | 신인상                            | 아, 황야                                                                  | [ 189 ] |
| 2018년 | 제23회 일본 인터넷 영화 대상                   | 남우조연상                        | 옆자리 괴물군, 은혼2: 규칙은 깨라고 있는 것, 살아있는 것만으로도, 사랑    | [ 190 ] |
| 2018년 | 제13회 컨피던스 어워드 드라마상                | 남우주연상                        | dele                                                                      |         |
| 2018년 | BEST FUNDOSHIST AWARD 2017                     | 대상                              | 빈칸                                                                      | [ 191 ] |
| 2018년 | SPACE SHOWER MUSIC AWARDS 2018                 | 베스트 콜라보레이션               | 요네즈 켄시 「灰色と青（+菅田将暉）」                                     |         |
| 2019년 | 컨피던스 어워드 드라마상 연간 대상 2018        | 남우주연상                        | dele                                                                      | [ 192 ] |
| 2019년 | 제27회 하시다상                                | 하시다상                          | dele, 토도메의 키스                                                       | [ 193 ] |
| 2019년 | 제56회 갤럭시상                                | TV 부문 개인상                    | dele, 스다 마사키 TV, 3학년 A반 -지금부터 여러분은, 인질입니다-           | [ 194 ] |
| 2019년 | 닛칸 스포츠 드라마 그랑프리 2019               | 겨울·남우주연상                   | 3학년 A반 -지금부터 여러분은, 인질입니다-                                 | [ 195 ] |
| 2019년 | 제100회 더 텔레비젼 드라마 아카데미상          | 남우주연상                        | 3학년 A반 -지금부터 여러분은, 인질입니다-                                 | [ 196 ] |
| 2019년 | 도쿄 드라마 어워드 2019                        | 남우주연상                        | 3학년 A반 -지금부터 여러분은, 인질입니다-                                 | [ 197 ] |
| 2019년 | 일본 레코드 대상                               | 특별상                            | 빈칸                                                                      |         |
| 2020년 | 제43회 일본 아카데미상                         | 우수 남우주연상                   | 아르키메데스의 대전                                                       | [ 198 ] |
| 2020년 | 제27회 요미우리 연극 대상                      | 우수 남우주연상·스기무라 하루코상 | 칼리굴라                                                                  |         |
| 2021년 | 제44회 일본 아카데미상                         | 우수 남우주연상                   | 실: 인연의 시작                                                           | [ 199 ] |
| 2021년 | 제13회 TAMA 영화상                             | 최우수 남우주연상                 | 꽃다발 같은 사랑을 했다, 캐릭터, 키네마의 신, 아사다 가족                 | [ 200 ] |
| 2022년 | 제45회 일본 아카데미상                         | 우수 남우주연상                   | 꽃다발 같은 사랑을 했다                                                   | [ 201 ] |
| 2022년 | 제45회 일본 아카데미상                         | 화제상 배우부문                   | 꽃다발 같은 사랑을 했다                                                   | [ 202 ] |
| 2022년 | 제111회 더 텔레비전 드라마 아카데미상          | 남우주연상                        | 미스터리라 하지 말지어다                                                  |         |
| 2022년 | 도쿄 드라마 어워드 2022                        | 남우주연상                        | 미스터리라 하지 말지어다                                                  |         |
| 2022년 | 제39회 베스트 지니스트                         | 일반 선출 부문                    | 빈칸                                                                      |         |
| 2023년 | 제40회 베스트 지니스트                         | 일반 선출 부문                    | 빈칸                                                                      |         |
| 2024년 | 제47회 일본 아카데미상                         | 우수 남우조연상                   | 은하철도의 아버지                                                         |         |

### 내용주
1. 1 2  개봉일 기준은 일본에서의 개봉일이다.
2. ↑  이케마츠 소스케와 공동 주연
3. 1 2  코마츠 나나와 공동 주연
4. ↑  마츠자카 토리와 공동 주연
5. ↑  양익준과 공동 주연
6. ↑  키리타니 켄타와 공동 주연
7. ↑  츠치야 타오와 공동 주연
8. ↑  2020년 4월 24일 공개 예정이었지만, 코로나19 범유행의 여파로 인하여 연기되었다.[95]
9. ↑  아리무라 카스미와 공동 주연
10. ↑  사와다 켄지와 공동 주연
11. ↑  하라다 미에코와 공동 주연
12. ↑  주연
13. ↑  요시모토흥업 창립 100주년 특별 기획 쇼후쿠테이 니카쿠 50주년 기념 드라마 작품.
14. 1 2  엔도 켄이치와 공동 주연
15. ↑  야마다 타카유키와 공동 주연
16. ↑  개봉일 기준은 일본에서의 개봉일이다.
17. ↑  GYAO!에서 기간 한정으로 독점 무료 배달 공개되었다.[173]

### 참조주
1. 1 2  “스다 마사키, 킨스마에서 자신의 본명 밝히는 나카이 마사히로 「다이쇼라고 말하는!?」”. 《Sponichi Annex》 (스포니치 신문사). 2020년 8월 14일. 2020년 8월 15일에 원본 문서에서 보존된 문서. 2020년 8월 15일에 확인함.
2. 1 2  제21회 쥬논·슈퍼 보이 콘테스트 「도쿄도  출신의 17세 그랑프리에!! - ORICON STYLE
3. 1 2 3 4 5  “중학교 시절에는 인기 없었다? 스다 마사키 「오사카에서는 아무도 나의 존재를 몰랐다」”. 주간 아사히. 2016년 6월 9일. 2016년 11월 5일에 확인함.
4. 1 2 3 4 5  “스다 마사키”. 《일본 탤런트 명감》. VIP타임즈사. 2017년 1월 2일에 확인함.
5. ↑  “PROFILE 菅田将暉”. 《TOP COAT 공식 웹사이트》. TOP COAT GROUP. 2016년 12월 1일에 확인함.
6. 1 2  “스다 마사키와 코마츠 나나가 결혼 「만난 무렵부터 변함없이 우리는, 전우이며, 마음의 지지」”. 영화나탈리. 2021년 11월 15일.
7. 1 2 3 4 5 6  “오디션 낙선이 「전환점」이였다는 스다 마사키”. 《REAL LIVE》. 2014년 11월 20일. 2016년 1월 1일에 확인함.
8. ↑  “타케우치 로마는 잘 화내지 않아...「가면 라이더」배우의 신인 시절”. 여성자신. 2017년 10월 15일. 2018년 4월 8일에 확인함.
9. 1 2  “제37회 일본 아카데미상 우수 작품 발표!”. 일본 아카데미상 공식 웹사이트. 2014년 1월 17일에 확인함.
10. ↑  “제27회 요미우리 연극 대상, 대상 최우수 남우주연상은 하시즈메 이사오”. 스테이지 나탈리. 2020년 2월 3일. 2020년 2월 21일에 확인함.
11. ↑  “캐스팅은 번뜩임을 중시? 아라이 쥰코 프로듀서가 밝히는, 「MIU404」의 전용”. realsound. 2020년 8월 7일. 2021년 12월 4일에 확인함.
12. ↑  “스다 마사키 배우·음악·라디오, 사용하는 뇌 좋은 느낌에 다른”. 닛케이 엔터. 2021년 1월 1일. 2021년 12월 4일에 확인함.
13. ↑  “스다 마사키, 배우 인생의 전환점을 말한다 전 여자친구 이야기도 고백”. 엔터테인먼트RBB. 2020년 8월 15일. 2021년 3월 7일에 확인함.
14. ↑  “스다 마사키의 인기 비결은 양면성 아이돌과 배우 영혼”. 닛케이 우먼 온라인. 2017년 7월 28일. 2017년 11월 13일에 확인함.
15. ↑  “스다 마사키는 “수재에 돋보이는 천재” 자신도 제어 할 수 없는 힘이 느껴지는 배우 - 감독은 말한다”. 내비게이션 뉴스. 2016년 11월 17일. 2017년 11월 13일에 확인함.
16. ↑  “마츠자카 토리 & 스다 마사키의 매력을 감독이 말하는”. 영화나탈리. 2017년 7월 4일. 2017년 11월 13일에 확인함.
17. ↑  “이타오 이츠지 & 「콤비 니쵸켄쥬」카와타니 슈지, 「불꽃」 촬영 현장에서 우는 비화 고백”. 영화.com. 2018년 4월 22일. 2018년 9월 20일에 확인함.
18. ↑  “사회의 중심보다 조금 벗어난 곳에 있는 사람들을 그리고 싶다. 「세토우쯔미」 타츠시 오모리 감독 인터뷰 <후편> 샤베루시네마 【제32회】”. 닛폰 방송. 2016년 7월 7일. 2018년 9월 20일에 확인함.
19. ↑  “스다 마사키, 역할 연구에서 최대 15 킬로미터 증량”. 모델프레스. 2015년 5월 11일. 2017년 11월 13일에 확인함.
20. ↑  “스다 마사키 옷 만들기와 결합 역할 연구를 타협하지 않는 완벽주의자에”. 스포니치 아넥스. 2017년 6월 13일. 2017년 11월 13일에 확인함.
21. ↑  “스다 마사키 라이더에서 연예인까지! 콤비 역으로 빛나는 대응력과 순발력”. 시네마투데이. 2017년 8월 23일. 2018년 4월 4일에 확인함.
22. ↑  “야마자키 켄토 & 스다 마사키, 서로 “실사 지나친 문제”를 재차 확인 뚜렷한 차이가 발견?”. 모델프레스. 2017년 8월 23일. 2017년 11월 13일에 확인함.
23. ↑  “스다 마사키 「러브 스토리가 하고 싶다」 약속 이루어진 각본·사카모토 유지 「감개 무량」 『꽃다발 같은 사랑을 했다』”. Cinemacafe.net. 2021년 1월 30일. 2021년 5월 27일에 확인함.
24. ↑  “스다 마사키 아이돌이 될 예정이었다? 「계속 울었던」 과거를 바꾼 전환점”. 모델프레스. 2017년 3월 7일. 2017년 3월 7일에 확인함.
25. ↑  “스다 마사키에게 직격! 개인에 육박하는 35가지의 질문”. Numero Tokyo. 2019년 1월 26일. 2019년 2월 1일에 확인함.
26. ↑  “스다 마사키, 20세의 생일 이벤트에 「감사」의 통곡”. 《오리콘》. 2013년 2월 23일. 2017년 7월 22일에 확인함.
27. ↑  “스다 마사키, NHK 드라마에서 바이올린 & 만담 & 기타를 피로! 밴드 결성에 의욕도”. 영화.com. 2015년 5월 11일. 2017년 8월 27일에 확인함.
28. ↑  “스다 마사키가 연기한 젊은 날의 자신 역에 산마 감탄! 「연극, 좋네」”. 《시네마카페》. 2015년 12월 26일. 2017년 7월 22일에 확인함.
29. ↑  “스다 마사키가 단호하게「결혼 욕구 있습니다」 엉덩이 페티쉬 고백「조금 처진 정도가 좋다」”. 스포니치 아넥스. 2020년 8월 22일. 2020년 8월 26일에 확인함.
30. ↑  “스다 마사키의 「관백 선언」에 스튜디오 박수「소름이 돋는다」”. 《모델 프레스》. 2016년 12월 5일. 2017년 7월 22일에 확인함.
31. ↑  “아야노 고와 스다 마사키도...카멜레온 배우에 「기타 솜씨」는 필수인가!?”. 《AERA》. 2017년 2월 14일. 2017년 7월 22일에 확인함.
32. ↑  “스다 마사키, au의 CM 노래 부르던 수록 모습도 공개”. 오리콘. 2016년 12월 22일.
33. ↑  “스다 마사키가 “그린 보이즈” 첫 라이브 공연은 「대 흥분 카오스 상태」 1만 6천명에 「기적」 신고”. 모델 프레스. 2017년 1월 7일. 2017년 7월 22일에 확인함.
34. ↑  “스다 마사키의 목소리에 인터넷이 시끄럽다 「그린 보이즈」가 텔레비전 첫 가창”. 오리콘. 2016년 1월 20일. 2017년 7월 22일에 확인함.
35. ↑  “스다 마사키 등이 연기한 그린 보이즈 CD 데뷔 Loppi·HMV 한정 세트 발매”. HMV. 2016. 2017년 7월 22일에 확인함.
36. ↑  “스다 마사키, 6·7 솔로 가수 데뷔 「전례없는 흥분」”. 오리콘. 2017년 3월 22일. 2017년 7월 22일에 확인함.
37. ↑  “스다 마사키 데뷔 싱글의 커플 링을 ANN에서 첫 OA, 아트 워크 공개”. 나탈리. 2017년 4월 28일. 2017년 7월 22일에 확인함.
38. ↑  “스다 마사키, M스테에서 TV 첫 피로의 솔로 데뷔 곡 「본적도 없는 풍경」 열창 압권 가창력이 반향 부른다”. 모델 프레스. 2017년 6월 2일. 2017년 7월 22일에 확인함.
39. ↑  “스다 마사키 응모 쇄도 솔로 데뷔 라이브「본적도 없는 풍경」”. BARKS. 2017년 6월 7일. 2017년 7월 22일에 확인함.
40. ↑  “스다 마사키, 2nd 싱글은 자신 작사의 러브 송 「호흡」”. 나탈리. 2017년 7월 4일. 2017년 7월 22일에 확인함.
41. ↑  “스다 마사키, 자신 작사의 연가를 오늘 밤 「올 나이트 닛폰」에서 해금”. 음악 나탈리. 2017년 7월 17일. 2017년 7월 22일에 확인함.
42. ↑  “「LOVE LOVE 사랑해 」 16년만 부활! 스다 마사키가 KinKi Kids 등과 세션”. 나탈리. 2017년 5월 16일. 2017년 7월 22일에 확인함.
43. ↑  “스다 마사키가 요네즈 켄시의 신곡에 참여, 뮤직 비디오도 공개”. 나탈리. 2017년 10월 11일. 2017년 10월 23일에 확인함.
44. ↑  “스다 마사키 & 키리타니 켄타, 타케시 명곡 「아사쿠사 키드」 커버 전달 개시”. 오리콘. 2017년 11월 15일. 2017년 11월 15일에 확인함.
45. ↑  “스다 마사키, 1st 앨범『PLAY』출시”. RealSound. 2018년 1월 22일. 2018년 9월 29일에 확인함.
46. ↑  “스다 마사키 데뷔 앨범『PLAY』가 주간 랭킹 2위”. Spice. 2018년 3월 27일. 2018년 9월 29일에 확인함.
47. ↑  “【빌보드】NEWS『EPCOTIA』가 121,516으로 앨범 판매 선두 획득”. Billboard Japan. 2018년 3월 26일. 2018년 9월 29일에 확인함.
48. ↑  “스다 마사키, 첫 감독 Short Film 「클로버」 특별 상영회에서 이시자키 휴이와 서프라이즈 가창”.
49. ↑  “스다 마사키 「대단한 곳에 왔다」 “홍백 사양” 백발로 임하는 첫 무대, 요네즈 켄시의 말은”.
50. ↑  “Creepy Nuts × 스다 마사키 콜라보레이션 악곡 「음악」7월 1일에 전달 릴리스 결정”.
51. ↑  “Creepy Nuts, 스다 마사키와 호화 뮤지션 맞아 하이로우즈의 명곡 커버”.
52. ↑  “스다 마사키, 이시자키 휴이와의 콜라보 곡 「실」을 ANN에서 풀버전 온에어”.
53. ↑  “스다 마사키 × OKAMOTO’S, 합작 곡 「Keep On Running」을 전달 출시”.
54. ↑  “스다 마사키 & 나카무라 토모야의 합작 곡 「고마워요 신님」을 출시 오늘 ANN에서 음원 첫 공개”.
55. ↑  “스다 마사키 「STAND BY ME 도라에몽 2」주제가 담당, 작사 작곡은 이시자키 휴이”.
56. ↑  “스다 마사키가 타케우치 료마 주연 드라마 「그대와 세상이 끝나는 날에」의 주제가 담당, 작사 작곡은 Mega Shinnosuke”.
57. ↑  “스다 마사키 드라마 「그대와 세상이 끝나는 날에」주제가가 전달 결정”.
58. ↑  “스다 마사키×이시자키 휴이의 신곡이 드라마 「일본 침몰」 주제가로 결정”. 《음악 나탈리》 (주식회사 나타샤). 2021년 10월 8일. 2021년 12월 2일에 확인함.
59. ↑  “스다 마사키의 새 앨범은 2년간 걸어들인 “COLLAGE” 본인 감수 T셔츠 첨부 형태도”. 《음악 나탈리》 (주식회사 나타샤). 2022년 1월 25일. 2022년 1월 30일에 확인함.
60. ↑  “후쿠야마 마사하루와 스다 마사키가 신 유닛 「스다 마사하루」를 결성! 첫 콜라보로”. TVdogatch. 2018년 3월 22일. 2019년 6월 6일에 확인함.
61. ↑  “스다 마사키, 음악 활동과 마주 「진심도」 정체 「NEWS ZERO」 밀착 영상을 보고”. Real Sound. 2017년 6월 16일. 2017년 7월 22일에 확인함.
62. ↑  “스다 마사키 「세상에서 가장 좋아하는 러브 송」을 뜨겁게 말하는 이시자키 휴이와 대담”. 크랭크인!. 2016년 5월 19일. 2017년 7월 22일에 확인함.
63. ↑  “스다 마사키가 지금 음악에 자신을 「표현」 이유”. Yahoo! 뉴스. 2018년 3월 14일. 2018년 4월 8일에 확인함.
64. ↑  “스다 마사키, 음악 활동을 통해 손에 넣은 것”. 음악나탈리. 2018년 3월 21일. 2018년 4월 8일에 확인함.
65. ↑  “스다 마사키 파워의 근원은 옷 만들기 비밀 아지트 무심가 한 땀 한 땀”. 《스포니치》. 2017년 6월 13일. 2017년 8월 27일에 확인함.
66. ↑  [http://www.excite.co.jp/News/entertainment_g/20170831/TokyoPopLine_89603.html 보관됨 2017-09-02 - 웨이백 머신 스다 마사키 “주목 선수” 카메카와의 골에 기뻐 점수 예상도 딱 적중
67. ↑  “스다 마사키 다운타운이 너무 좋아 공연 NG가 났다 - 첫 대면에서 큰 통곡｜publisher=마이네비.com”. 2016년 5월 14일. 2020년 2월 21일에 확인함.
68. ↑  “스다 마사키의 야망 「바로 자신이 하기 위한 작품이라고 생각했다」주연의 영화 「테이이치의 나라」 29일 공개”. 스포츠호치. 2017년 4월 28일. 2018년 1월 6일에 원본 문서에서 보존된 문서. 2017년 1월 6일에 확인함.
69. ↑  “스다 마사키가 「은혼」의 다음에 나가고 싶다고 한 실사화 영화는?”. BEST!TIMES. 2017년 8월 19일. 2018년 3월 31일에 확인함.
70. ↑  “스다 마사키가 BEST FUNDOSHIST AWARD 2017에서 대상 수상, 작품상은 「테이이치의 나라」”. 영화나탈리. 2018년 2월 14일. 2018년 3월 31일에 확인함.
71. ↑  “스다 마사키 “수학에 대한 열정”이 너무 굉장해 영화 스태프를 경악시키는”. 《주간여성PRIME》. 2020년 11월 3일에 확인함.
72. ↑  “스다 마사키가 「설마의 식생활」을 고백”. News포스트세븐. 2017년 8월 9일. 2019년 2월 2일에 원본 문서에서 보존된 문서. 2019년 2월 1일에 확인함.
73. ↑  “제14화 「라디오에서 Q / 생중계 대패닉」”. 《가면 라이더 W (더블)｜토에이｜토에이 텔레비전》. 2021년 3월 7일에 확인함.
74. ↑  “극장판 「가면 라이더 W」YouTube에서 1개월 무료 배달”. 《ORICON NEWS》. 2019년 4월 26일. 2021년 3월 7일에 확인함.
75. ↑  “「일본의 설날은 가면 라이더 지킨다!」 3대 라이더 공연에 꼬마들이 열광”. 《ORICON NEWS》. 2010년 12월 9일. 2021년 3월 7일에 확인함.
76. ↑  “오즈·덴오·올 라이더 렛츠고 가면 라이더 : 작품 정보”. 《영화.com》. 2021년 3월 7일에 확인함.
77. ↑  “후쿠시 소타, 스다 마사키 등 출연 「MOVIE 대전 MEGA MAX」, 마노 에리나는 가면  라이더 나데시코에”. 《비디오 경로 navi》. 2017년 2월 11일. 2021년 3월 7일에 확인함.
78. ↑  영화.com (2011년 12월 20일). “인기 만화 「왕과 나」영화화 스다 마사키가 주연 데뷔”. 2014년 5월 25일에 확인함.
79. ↑  코믹나탈리 (2013년 4월 17일). “「남자 고교생의 일상」가 실사 영화화 3명의 바보에 스다 마사키가”. 2014년 5월 25일에 확인함.
80. ↑  영화.com (2014년 2월 3일). “「사채꾼 우시지마 Part2」에 스다 마사키, 쿠보타 마사 타카, 야기라 유야의 젊은이들이 참전”. 2014년 5월 25일에 확인함.
81. ↑  CINRA.NET (2014년 8월 25일). “노넨 레나 주연 「해파리 공주」에서 스다 마사키가 여장 비주얼 원작·히가시무라 아키코는 「초감동」”. 2014년 8월 27일에 확인함.
82. ↑  CinemaCafe.net (2014년 8월 25일). “꽃미남 · 스다 마사키의 일품 「여장」 모습 선보여! 영화 「해파리 공주」”. 2014년 10월 4일에 확인함.
83. ↑  영화.com (2014년 8월 27일). “Hey! Say! JUMP 야마다 료스케, 실사판 「암살 교실」에서 영화 최초  주연!”. 2014년 8월 27일에 확인함.
84. ↑  모델프레스 (2014년 10월 13일). “다베 미카코 & 아야노 고 「피스 오브 케이크」추가 캐스트 발표”. 2014년 10월 13일에 확인함.
85. ↑  CINRA.NET (2015년 1월 14일). “NEWS 카토의 소설 「핑크와 그레이」를 유키사다 이사오가 영화화 출연에 나카지마 유토, 스다 마사키가”. 2015년 1월 23일에 확인함.
86. ↑  “야기라, 스다, 나나, 무라카미 공연의 청춘군 상극이 내년 여름 공개 감독은 마리코 테츠야”. 영화나탈리. 2015년 8월 3일. 2015년 8월 3일에 확인함.
87. ↑  “이케마츠 소스케 & 스다 마사키가 W 주연 거의 전편 「말하는」 그냥 회화극”. ORICON. 2015년 8월 11일. 2015년 8월 11일에 확인함.
88. ↑  “영화 「DEATH NOTE」속편은 히가시데 마사히로, 이케마츠 소스케, 스다 마사키의 삼파전”. 코믹나탈리. 2016년 2월 5일. 2016년 2월 5일에 확인함.
89. ↑  “코마츠 나나 & 스다 마사키에 「물에 빠진 나이프」 멜로 영화 W 주연”. 《Sponichi Annex》 (스포츠 닛폰). 2016년 3월 7일. 2016년 3월 7일에 확인함.
90. ↑  “마츠자카 토리 × 스다 마사키 「기적」추가 캐스트에 요코하마 류세이, 나리타 료, 스기노 요스케”. 영화나탈리. 2016년 8월 15일. 2017년 9월 16일에 확인함.
91. ↑  “「은혼」신파치는 스다 마사키, 카구라는 하시모토 나나! 나가사와 마사미, 오카다 마사키 등이 출연”. 《코믹나탈리》. 주식회사 나타샤. 2016년 8월 4일. 2016년 8월 4일에 확인함.
92. 1 2  영화.com (2016년 7월 23일). “스다 마사키 & 양익준, 데라야마 슈지의 「아, 광야」 영화화로 권투에 도전”. 2016년 7월 29일에 확인함.
93. ↑  “스다 마사키 × 키리타니 켄타 W 주연으로 「불꽃」영화화! 이타오 이츠지 감독은 마타요시를 전폭적인 신뢰”. 《영화.com》. 2017년 2월 14일. 2017년 2월 15일에 확인함.
94. ↑  영화.com (2018년 2월 2일). “실사 「은혼」 속편 개봉일이 8월 17일로 결정! 크랭크인은 2월 상순 예정”. 2018년 2월 2일에 확인함.
95. ↑  “「명탐정 코난」 「실」 「컨피던스 맨 JP」 등 도호 배급 작품이 공개 연기에”. 《cinemacafe.net》 (아이드). 2020년 4월 3일. 2020년 4월 9일에 확인함.
96. ↑  “니노미야 카즈나리의 「아사다 가족」에 히라타 미츠루, 후부키 준, 쿠로키 하루, 스다 마사키가 출연 예고도 도착”. 《영화나탈리》 (주식회사나타샤). 2020년 7월 16일. 2020년 7월 16일에 확인함.
97. ↑  “아리무라 카스미 & 스다 마사키, 사카모토 유지 월드! 영화 「꽃다발 같은 사랑을 했다」 제작 결정”. 《영화.com》. 2019년 10월 30일. 2019년 10월 30일에 확인함.
98. ↑  “스다 마사키가 매력을 말하는 모리야마 다이도 다큐멘터리 영화 본편 시작 부분 영상 도착”. 《CINRA.NET》 (주식회사CINRA). 2021년 5월 14일. 2021년 5월 28일에 확인함.
99. ↑  “스다 마사키 주연 영화 「캐릭터」2021년 6월 공개에 SEKAI NO OWARI의 Fukase 배우 데뷔”. 《realsound》. 2020년 12월 8일. 2020년 12월 9일에 확인함.
100. ↑  “시무라 켄과 스다 마사키가 2인 1역, 야마다 요지가 하라다 마하 「키네마의 신」을 영화화”. 《영화나탈리》. 나타샤. 2020년 1월 25일. 2021년 7월 7일에 확인함.
101. ↑  “스다 마사키 영화 「키네마의 신」 완성을 보고 「추억 담긴 작품」”. 《시네마카페》. 이드. 2021년 3월 30일. 2021년 7월 7일에 확인함.
102. ↑  “스다 마사키 주연으로 밀실극 「CUBE」을 리메이크! 남녀 6명에 안, 오카다 마사키, 사이토 타쿠미가”. 《영화나탈리》. 나타샤. 2021년 2월 2일. 2021년 8월 1일에 확인함.
103. ↑  “introduction”. 《가면 라이더 W (더블)｜토에이 텔레비전》. 2021년 3월 7일에 확인함.
104. ↑  테레비 드쿠치 (2011년 8월 16일). “미나미사와 나오 & 스다 마사키가 공동 출연! 「첫사랑의 맛」은 1회 1분에서 3밤 연속 방송 청춘 러브 코미디”. 2014년 5월 25일에 원본 문서에서 보존된 문서. 2014년 5월 25일에 확인함.
105. ↑  모델프레스 (2014년 4월 13일). “스다 마사키, 은발의 「악마」로 변신 아라시 오노 사토시와 의기 투합”. 2014년 5월 25일에 확인함.
106. ↑  web더 텔레비전 (2014년 11월 6일). “오사카 출신의 스다 마사키 “기억에 남는 드라마가 되면” 「스물 나이와 한마리에서」 「한신·아와지 대지진에 대한 생각을 말한다!”. 2014년 11월 21일에 확인함.
107. ↑  web더 텔레비전 (2014년 11월 7일). “와타베 아츠로, 스다 마사키가 에도가와 란포상 수상 서스펜스에 출연!”. 2014년 11월 21일에 확인함.
108. ↑  “「스다 마사키」가 「사다 마사시」가 될”. 데일리 스포츠 online. 2015년 3월 23일. 2015년 5월 12일에 확인함.
109. ↑  “엔도 켄이치가 “여자 힘” 높은 대학생 「민왕」 연속 드라마화로 스다 마사키와 W 주연”. ORICON STYLE. 2015년 5월 12일. 2015년 5월 12일에 확인함.
110. ↑  “아카시야 산마, 청춘의 연애 실화가 첫 드라마화 스다 마사키가 열연”. 《ORICON STYLE》 (주식회사oricon ME). 2015년 11월 14일. 2015년 11월 14일에 확인함.
111. ↑  “스다 마사키, 4분기 “월9” 동경의 후쿠야마 마사하루와 첫 공연”. 스포츠호치. 2016년 2월 29일. 2016년 2월 29일에 원본 문서에서 보존된 문서. 2016년 2월 29일에 확인함.
112. ↑  “스다 마사키, 대하 첫 출연에 기합 「키레키레 근사한 마사를 연기」”. ORICON STYLE. 2016년 7월 12일. 2016년 7월 12일에 확인함.
113. ↑  “스다 마사키가 「만복」 변호사 역으로 출연 「오랜만에 아침 드라마이다!」”. 《영화나탈리》 (나타샤). 2018년 9월 18일. 2018년 9월 18일에 확인함.
114. ↑  “인기 만화를 첫 영상화! 스다 마사키 월9 첫 주연 「아프리카 탐정」에서 수수께끼”. 《산케이디지털》. 2021년 6월 3일. 2021년 6월 3일에 확인함.
115. ↑  “스다 마사키가 게츠쿠 첫 주연 인기 만화의 첫 영상화에서 “성령 일본판 아프리카 탐정””. 산케이뉴스. 2021년 6월 3일. 2021년 6월 4일에 확인함.
116. ↑  “【제5탄】5일 연속 출연자 발표! 2022년 대하드라마 「가마쿠라도노의 13인」”. 《NHK드라마》. 일본 방송 협회. 2020년 11월 20일. 2020년 11월 20일에 확인함.
117. ↑  “주연·스다 마사키 × 감독 소메타니 쇼타 「격 아트」 태그의 짧은 동영상이 공개”. 《영화.com》. 2019년 3월 19일. 2019년 3월 23일에 확인함.
118. ↑  오리콘 스타일 (2010년 12월 22일). “무대 판 「텀블링」속편 결정! 스다 마사키가 무대 첫 주연”. 2014년 5월 25일에 확인함.
119. ↑  NINAGAWA×SHAKESPEARE LEGEND Ⅰ 『로미오와 줄리엣 』 노쿠니 사이타마 예술극장 소극장
120. ↑  피아 (2014년 5월 22일). “표현 자유·스다 마사키가 니나가와 유키오의 무대에서 새로운 경지에 도전”. 2014년 5월 25일에 확인함.
121. ↑  시스 컴퍼니 공연 로젠크란츠와 길덴스턴은 죽었다 보관됨 2019-09-10 - 웨이백 머신 SIS company inc. Web
122. ↑  “칼리굴라 HORIPRO STAGE”. 2021년 8월 9일에 원본 문서에서 보존된 문서. 2021년 8월 9일에 확인함.
123. ↑  “『너의 이름은。』의 도호가 거는 다음 애니메이션 영화 「쏘아올린 불꽃, 밑에서 볼까? 옆에서 볼까?」 발표! 감독 신보 아키유키. 성우는 미야노 마모루, 히로세 스즈, 스다 마사키.”. 애니메이트. 2016년 12월 8일. 2016년 12월 8일에 확인함.
124. ↑  “스다 마사키가 후쿠다 유이치 감독·연출의 「샤잠!」 더빙판에 출연! 사토 지로도 참여”. 《영화나탈리》. 주식회사 나타샤. 2019년 3월 26일. 2019년 3월 26일에 확인함.
125. ↑  “【종합에서 방송 결정】「코미디 드라마」에 첫 출연!”. 《NHK_PRズ》. 2018년 12월 26일. 2018년 12월 28일에 확인함.
126. ↑  “스다 마사키가 고양이와 정어리에 환생 부조리 코미디 「오레아레」”. 《SPICE》. 플러스. 2015년 8월 13일. 2021년 7월 7일에 확인함.
127. ↑  “스다 마사키는 「어쨌든 성실」!? 허깨비 배우의 모습에 강요 「정열대륙」”. 시네마카페. 2021년 7월 7일에 확인함.
128. ↑  “스다 마사키 「3학년 A조」의 「반향」을 계기로 내레이션에 도전”. 《WEB더 텔레비전》. KADOKAWA. 2019년 8월 12일. 2021년 7월 7일에 확인함.
129. ↑  “야마다 요지의 청춘 스다 마사키·노다 요지로·마츠 타카코가 말한다! 영화의 꿈”. NHK. 2021년 6월 2일. 2021년 7월 7일에 원본 문서에서 보존된 문서. 2021년 7월 24일에 확인함.
130. ↑  “OKAMOTO’S, 「Dancing Boy」의 MV 공개 스다 마사키, 미즈하라 키코, GEN,  사노 레오 & 세키구치 멘디  외에도 참여”. 《SPICE》 (플러스). 2019년 5월 28일. 2019년 5월 28일에 확인함.
131. ↑  “와스레란네에요 「나츠미」의 MV에 스다 마사키가 출연. 시바타가 스스로 제공.”. 《rockinon.com》 (rockinon.com). 2019년 12월 26일. 2019년 12월 31일에 확인함.
132. ↑  “호시노 겐, 스다 마사키 출연&MIKIKO감독「Cube」MV프리미어 공개 결정 직전 채팅에 참여”. 《ORICON NEWS》. oricon ME. 2021년 10월 19일. 2021년 10월 21일에 확인함.
133. ↑  「코카콜라 제로」 3년만의 TVCM에 스다 마사키 씨가 첫 등장! 4월 13일 (토)부터 전국에서 방영 개시 : 일본 코카콜라 2019/04/11
134. ↑  “「가면 라이더 W」주연 스다 마사키가 1st 사진집 발매! 모교에서 미식 축구 모습도 선보였다”. 《ORICON NEWS》. oricon ME. 2010년 7월 27일. 2021년 7월 7일에 확인함.
135. ↑  “표지 사진은 자신의 아이디어. 스다 마사키 자신의 2nd 사진집”. 《Deview》. oricon ME. 2011년 7월 14일. 2021년 7월 7일에 확인함.
136. ↑  “스다 마사키가 아티스트 북에서 여장을 선보였다 「처음으로 직접 속눈썹했습니다」”. 《Deview》. oricon ME. 2014년 2월 25일. 2021년 7월 7일에 확인함.
137. ↑  영화나탈리 (2019년 2월 21일). “스다 마사키, 배우 생활 10주년! 55문자의 책 제목은 「기억 않아도 돼」”. 2019년 3월 23일에 확인함.
138. ↑  “【궁금한！】코믹『인생을 바꾸는 「도라에몽」선택 어른이 될 노비타들에게』”. 《산케이뉴스》 (산케이디지털). 2020년 10월 18일. 2021년 7월 7일에 확인함.
139. ↑  “인생을 바꾸는 「도라에몽」선택 어른이 될 노비타들에게”. 쇼가쿠칸]]. 2021년 6월 17일에 확인함.
140. ↑  “스다 마사키의 싱글 매상 랭킹”. 《오리콘》. 2017년 9월 6일에 확인함.
141. ↑  “스다 마사키가 노래 축구 일본 대표 응원송 풀 ver 해금”. 《음악 나탈리》. 2016년 12월 22일. 2016년 12월 22일에 확인함.
142. ↑  “스다 마사키가 CD 데뷔, 음악 활동 시작에 「지금의 나 밖에 되지 않을 수 있다」”. 《음악나탈리》. 2017년 3월 22일. 2017년 3월 29일에 확인함.
143. ↑  “Billboard Japan Hot 100”. 《Billboard Japan》. 2017년 6월 19일. 2017년 6월 15일에 확인함.
144. ↑  “월별 인정 작품 2020년 9월”. 《일반 사단 법인 일본 레코드 협회》. 2020년 11월 8일에 확인함.
145. ↑  “Billboard Japan Hot 100”. 《Billboard Japan》. 2017년 9월 15일에 확인함.
146. ↑  “Billboard Japan Hot 100”. 《Billboard JAPAN》. 2018년 6월 15일에 확인함.
147. ↑  “월별 인정 작품 2020년 4월”. 《일반 사단 법인 일본 레코드 협회》. 2020년 11월 8일에 확인함.
148. ↑  “Billboard Japan Hot 100”. 《Billboard JAPAN》. 2018년 9월 29일에 확인함.
149. ↑  “월별 인정 작품 2020년 8월”. 《일반 사단 법인 일본 레코드 협회》. 2020년 11월 8일에 확인함.
150. ↑  오리콘 주간 싱글 랭킹 2020년 12월 7일 2021년 1월 31일 보기
151. ↑  “스다 마사키의 싱글 매상 랭킹”. 《오리콘》. 2017년 9월 6일에 확인함.
152. ↑  “6/10일자 주간 디지털 싱글(단곡) 랭킹 1위는 스다 마사키의 「틀린그림찾기」”. ORICON. 2019년 7월 1일에 확인함.
153. ↑  “틀린그림찾기 / 스다 마사키”. Billboard Japan. 2019년 5월 27일. 2020년 8월 18일에 확인함.
154. ↑  “월별 인정 작품 2020년 4월”. 《일반 사단 법인 일본 레코드 협회》. 2020년 11월 8일에 확인함.
155. ↑  “월별 인정 작품 2020년 4월”. 《일반 사단 법인 일본 레코드 협회》. 2020년 11월 8일에 확인함.
156. ↑  “스다 마사키의 앨범 판매 순위”. 《오리콘》. 2018년 2월 15일에 확인함.
157. ↑  “Billboard Japan Hot Albums”. 《Billboard JAPAN》. 2018년 6월 15일에 확인함.
158. ↑  “Billboard Japan Hot Albums”. 《Billboard JAPAN》. 2019년 7월 22일. 2020년 8월 18일에 확인함.
159. ↑  “Billboard Japan Hot 100”. 《Billboard Japan》. 2017년 10월 23일. 2017년 10월 23일에 확인함.
160. ↑  “Billboard Japan Download Songs”. 《Billboard Japan》. 2017년 11월 20일. 2017년 11월 23일에 확인함.
161. ↑  “Billboard Japan Hot 100”. 《Billboard Japan》. 2017년 12월 4일. 2017년 12월 1일에 확인함.
162. ↑  “Billboard Japan Download Songs”. 《Billboard Japan》. 2017년 12월 4일. 2017년 12월 1일에 확인함.
163. ↑  “【빌보드】아라시「Face Down : Reborn」가 DL 송 선두 부상, NiziU 첫 등장 2위”. 2020년 7월 8일. 2020년 7월 9일에 확인함.
164. ↑  CM에서는 OKAMOTO'S와의 합작 버전에서 사용되고 있다.
165. ↑  “스다 마사키, 『기미세카』주제가를 담당 주연·다케우치 료마「자신과 영향을 향해 불러 준」”. 《ORICON NEWS》 (오리콘). 2021년 1월 3일. 2021년 1월 31일에 확인함.
166. ↑  “스다 마사키×Vaundy의 신곡은 「news zero」의 새로운 테마 노래에”. 《음악 나탈리》 (나타샤). 2022년 3월 25일. 2022년 3월 25일에 확인함.
167. ↑  {서적 인용|url=https://www.oricon.co.jp/news/2287149/full/%7Ctitle=스다 마사키, 마츠오카 마유 주연 〈최고의 교사〉 주제가에 기용 〈3년 A조〉와 같은 제작진|date=2023-07-15|website=ORICON NEWS|publisher=oricon ME|accessdate=2023-07-15}}
168. ↑  “본적도 없는 풍경 (Short Ver.)”. 《스페이스 샤워TV》. 2017. 2017년 4월 2일에 확인함.
169. ↑  “본적도 없는 풍경”. 《스페이스 샤워TV》. 2017. 2017년 5월 26일에 확인함.
170. ↑  “스다 마사키의 “휴일” 잘라낸 「바보가 되어버린 걸까」 MV, 오늘 M스테에서 해금”. 《음악나탈리》. 2017년 5월 26일. 2017년 5월 26일에 확인함.
171. ↑  “호흡”. 《스페이스 샤워TV》. 2017년 8월 30일. 2017년 8월 26일에 확인함.
172. ↑  “요네즈 켄시 신곡 「잿빛과 푸름」에 스다 마사키가 참가 「스다 군이 아니라면 절대로 성립하지 않는다고 생각했다」”. 《리얼사운드》. 2017년 10월 11일. 2017년 10월 11일에 확인함.
173. ↑  “스다 마사키와 키리타니 켄타가 부른 영화 「불꽃」주제가 「아사쿠사 키드」MV해금!”. 《T-SITE》. 2017년 11월 17일. 2017년 11월 23일에 확인함.[깨진 링크(과거 내용 찾기)]
174. ↑  “「불꽃 」스다 마사키 & 키리타니 켄타가 부른 「아사쿠사 키드」MV공개”. 《음악나탈리》. 2017년 11월 17일. 2017년 11월 23일에 확인함.
175. ↑  “사요나라 엘레지”. 《스페이스 샤워TV》. 2018. 2018년 2월 15일에 확인함.
176. ↑  “롱 호프・필리아”. 《스페이스 샤워TV》. 2018. 2018년 9월 29일에 확인함.
177. ↑  “스다 마사키, “틀린그림찾기” MV공개。「동세대의 젊은 천재와 만날 수 있어 행복」”. rockin'on.com. 2019년 6월 4일. 2019년 6월 9일에 확인함.
178. ↑  “아이묭과의 연애 이야기에서 태어난 악곡 제작 비화”. 《excite news》. 2019. 2019년 9월 2일에 확인함.
179. ↑  “Creepy Nuts×스다 마사키, 콜라보 곡「산토라」 MV는 닛폰 방송의 라디오 부스에서 촬영」”. Barks. 2020년 7월 23일. 2020년 8월에 확인함.
180. ↑  “발표! 제81회 드라마 아카데미상”. 《주간 더 텔레비전 칸사이판》 (KADOKAWA) 20 (33호 (2014년 8월 22일호)): 22–26. 2014년 8월 22일.
181. ↑  “오오이즈미 요, 코미디 배우로서의 평가에 불만 얼굴?”. 시네마 투데이. 2014년 11월 22일. 2014년 11월 25일에 확인함.
182. ↑  “엔도 켄이치 「민왕」4관왕 기뻐, 「스다 마사키군과 잡은 것이 기쁘다」”. 스포니치. 2015년 10월 16일. 2015년 10월 16일에 확인함.
183. ↑  “엘란도르상 역대 수상자 일람”. 일반 사단 법인 일본 영화 텔레비전 프로듀서 협회. 2016년 5월 14일에 원본 문서에서 보존된 문서. 2016년 1월 21일에 확인함.
184. ↑  “스다 마사키 “아버지” 킷카와 코지와 시상식 「운동회 같다」고 목소리를 높여”. 《영화나탈리》. 2016년 11월 21일. 2016년 11월 22일에 확인함.
185. ↑  “『베스트 드레서상』에 스다 마사키, 마츠시타 나오, 『죠죠』 아라키 씨 등”. 《ORICON STYLE》. 2016년 12월 1일. 2016년 12월 1일에 확인함.
186. ↑  “2016년 브레이크 배우 스다 마사키가 1위”. 《ORICON STYLE》. oricon ME. 2016년 12월 14일. 2016년 12월 15일에 확인함.
187. ↑  “스다 마사키가 일본 아카데미상 최우수 남우주연상에 빛나는 「“스다 마사키”로 기쁘다」”. 《ORICON NEWS》. 2018년 3월 2일. 2018년 3월 5일에 확인함.
188. ↑  “2018년 수상자”. 2018년 1월 31일. 2018년 2월 4일에 확인함.
189. ↑  “이시카와 사유리 씨 등 신상=신인상은 스다 마사키 씨 등 - 예술선장”. 시사통신사. 2018년 3월 7일. 2018년 3월 8일에 원본 문서에서 보존된 문서. 2018년 3월 7일에 확인함.
190. ↑  “2018년 일본 인터넷 영화 대상 최종 결과”. 일본 인터넷 영화 대상 블로그. 2019년 2월 8일. 2019년 2월 12일에 확인함.
191. ↑  “스다 마사키 「베스트 훈도시스트상」을 수상의 비정상적인 “훈도시 사랑””. 《아사죠》 (토쿠마서점). 2018년 2월 17일. 2019년 2월 6일에 확인함.
192. ↑  “「아재's 러브」 컨피던스 어워드 올해 작품상, 야마다 타카유키 & 스다 마사키도 수상”. 영화나탈리. 2019년 3월 1일. 2019년 4월 3일에 확인함.
193. ↑  “『제27회 하시다상』 결정 오오이즈미 요, 스다 마사키, 아즈미 아나라”. 오리콘. 2019년 3월 31일. 2019년 4월 3일에 확인함.
194. ↑  보관됨 2019-04-26 - 웨이백 머신 제56회 갤럭시상 입상 작품 목록, [방송 비평 간담회 2019년 4월 26일에 확인.
195. ↑  “NHK「만복」 4관왕 닛칸 겨울 드라마 GP”. 닛칸스포츠. 2019년 3월 16일. 2019년 4월 3일에 확인함.
196. ↑  “제100회 더 텔레비젼 드라마 아카데미 상 총평”. KADOKAWA. 2019년 5월 22일에 확인함.
197. ↑  “2019년 도쿄 드라마 어워드 【그랑프리는 3학년 A반】 스다 마사키의 활약 빛나는”. oricon. 2019년 10월 28일. 2019년 11월 3일에 확인함.
198. ↑  “일본 아카데미상 우수상 발표 작품상에 「날아라 사이타마」 「킹덤」등”. 《ORICON NEWS》 (oricon ME). 2020년 1월 15일. 2020년 1월 15일에 확인함.
199. ↑  제44회 일본 아카데미상 우수상 결정!, 일본 아카데미상 공식 웹사이트, 2021년 2월 13일에 확인
200. ↑  “「제13회 TAMA 영화상」 야쿠쇼 코지, 스다 마사키, 오노 마치코, 아리무라 카스미 등 수상”. 《ORICON NEWS》. oricon ME. 2021년 10월 7일. 2021년 10월 7일에 확인함.
201. ↑  “『제45회 일본 아카데미상』 수상자・작품 발표 사회는 하토리 신이치&나가사와  마사미”. 《ORICON NEWS》 (주식회사oricon ME). 2022년 1월 18일. 2022년 1월 19일에 확인함.
202. ↑  “『신·에바』＆스다 마사키, ANN 리스너가 선택하는 일본 아카데미상 화제상 결정”. 《cinema c afe》 (일본 아카데미상). 2022년 2월 25일. 2022년 3월 3일에 확인함.